# Rama I
Phra Bat Somdet Phra Phutthayotfa Chulalok Maharat (tiếng Thái: พระบาทสมเด็จพระพุทธยอดฟ้าจุฬาโลกมหาราช, 20 tháng 3 năm 1736 – 7 tháng 9 năm 1809), tên khai sinh là Thongduang (ทองด้วง), còn được gọi là Rama I, thụy hiệu đầy đủ là Phra Bat Somdet Phra Paramoruracha Maha Chakri Boromanat Phra Phutthayotfa Chulalok (พระบาทสมเด็จพระปรโมรุราชามหาจักรีบรมนารถ พระพุทธยอดฟ้าจุฬาโลก), là  người thành lập và quân vương khởi đầu của Vương quốc Rattanakosin trong lịch sử Thái Lan. Ông bước lên ngai vàng vào năm 1782 sau khi cuộc đảo chính lật đổ vua Taksin của nhà Thonburi. Ông cũng được tôn vinh với tư cách người sáng lập ra thành phố Rattanakosin (nay là Bangkok) với tư cách là kinh đô của vương quốc Thái Lan hiện đại. Sử nhà Nguyễn gọi là Chất Tri (質知, "Chakri"), sử Trung Quốc gọi là Trịnh Hoa (鄭華). Sử Việt thường gọi các vua triều Chakri là Phật vương (佛王).
Rama I, với tên khai sinh là Thongduang, sinh trưởng trong một gia đình người Môn, là cháu chắt nội của Kosa Pan. Gia đình ông nhiều đời phục vụ cho chính quyền Ayutthaya cho đến đời thân phụ của ông - Thongdi. Sau khi lớn lên, Thongduang cùng với em trai là Boonma trở thành các tướng lĩnh dưới trướng vua Taksin trong cuộc chiến tranh chống lại Vương triều Konbaung Miến Điện và cuối cùng đã góp công lớn giúp nhà vua hoàn thành công cuộc trung hưng Xiêm quốc. Những năm cuối đời Taksin, Thongduang nổi lên như một nhà lãnh đạo quân sự quyền lực nhất bậc nhất vương quốc. Ông chính là người đầu tiên trong lịch sử Thái Lan không thuộc dòng dõi hoàng gia mà được thụ phong tước hiệu Somdet Chao Phraya (Quận vương) tôn quý. Năm 1782, ông đăng cơ ngôi Hoàng đế và trị vì suốt 27 năm sau đó. Hai sự kiện nổi bật nhất trong triều đại của ông là cuộc dời đô từ Thonburi về Bangkok cùng cuộc Chiến tranh Xiêm - Miến (1785–1786) - nơi đánh dấu cuộc tấn công quy mô lớn cuối cùng của Miến Điện vào lãnh thổ Xiêm La/Thái Lan cho đến hiện nay.
Triều đại Rama I đánh dấu sự hồi sinh của nền chính trị cũng như văn hóa Xiêm sau sự sụp đổ của vương quốc Ayutthaya năm 1767. Ông đã củng cố trật tự tu viện Phật giáo, liên minh và gắn kết Phật giáo với chế độ quân chủ. Ngoài ra nhà vua cũng đã tiếp tục duy trì và mở rộng chính sách của người tiền nhiệm Taksin khi tiến hành các chiến dịch quân sự trên khu vực Đông Nam Á lục địa. Bằng việc thu phục các tiểu quốc Chiang Mai, Viêng Chăn, Luang Prabang cùng hai tỉnh phía tây Campuchia, cho đến khi ông qua đời năm 1809, mandala Xiêm đã có một lãnh thổ rất rộng lớn tương đương 2 lần lãnh thổ cũ của Vương quốc Ayutthaya, với đường Bắc - Nam trải dài từ các tiểu bang Shan cho đến bán đảo Mã Lai, và phía đông vươn đến Dãy núi Trường Sơn. Giai đoạn này cũng đánh dấu sự khởi đầu của một "Thời đại hoàng kim của văn hóa" mới, tiếp nối bước chân của sự nở rộ về nghệ thuật sau Thời kỳ Hậu Ayutthaya.

## Danh xưng
Tên khai sinh của ông là Thongduang (đôi khi được viết là Thong Duang ทองด้วง), không có họ vì trước thế kỷ XX người Xiêm vẫn chưa có khái niệm này. Ở xã hội xưa của Thái Lan, người ta thường gọi một quan chức bằng chức danh mà họ đảm nhiệm hơn là tên riêng - thứ mà ông ta chỉ mang cho đến khi nhận chức vụ đầu tiên. Và giống như hầu hết những nhân vật cấp cao khác của triều đình, danh xưng của Thongduang  đã thay đổi nhiều lần trong suốt cuộc đời ông, tùy thuộc vào chức vụ tương ứng mà ông đảm nhận, và thậm chí sau khi mất.
Trong thời gian Thongduang đảm nhận chức Hiệp trấn ở tỉnh Ratchaburi dưới thời Vua Ekkathat nhà Ayutthaya, ông cũng được tấn phong tước vị Luang (tương đương Tử tước) Yokkrabat. Sau ngày Ayutthaya thất thủ, vị vua mới là Taksin tấn phong cho ông làm Tướng quân thống lĩnh quân đội, đồng thời nâng tước hàm là Luang (Tử tước) lên Phra (Bá tước) Ratcharin Chao Krom Phra Tamruat  (trưởng bộ phận cảnh sát), Phraya (Hầu tước) Aphaironnarit, Phraya Yommarat năm 1771, Phraya Chakri tiếp sau đó là Chaophraya Chakri (tương đương Tổng trấn các tỉnh Bắc thành). Cuối cùng Taksin tấn phong cho ông chức Somdet Chaophraya (Quận vương) Maha Kasatsuek, một tước hiệu cao quý đến mức chưa từng có ai trước ông được đảm nhận. Điều này khiến cho ông trở thành người có thân phận một nửa hoàng tộc.
Khi bước lên ngôi vua vào năm 1782, ông lấy tôn hiệu là Ramathibodi, theo tôn hiệu của vị vua huyền thoại từng sáng lập nên Vương quốc Ayutthaya. Trong khi đó tước hiệu đầy đủ của ông dài hơn nhiều (Phra Borommarachathirat Ramathibodi Sisin Borommaha Chakkraphat Rachathibodin , v.v.), nhằm mục đích chứng minh quyền lực chính thống của ông giống như các vị vua Xiêm trước đó.
Sau khi ông mất, người dân Xiêm La chỉ gọi ông là Phaendin Ton ("Tiên chủ"), và gọi vị vua kế nhiệm là Phaendin Klang ("Trung chủ"). Nhận thấy rằng nếu tiếp tục dùng kiểu miếu hiệu như này, thì cháu trai ông là vua Rama III sẽ là "Hậu chủ", một cách gọi rất không may mắn cho triều đại. Để chấm dứt tục lệ này, vua Nangklao đã xuống lệnh đặt hai bức tượng Phật ở hai bên của Phật Ngọc lục bảo (Emerald Buddha) tại Wat Phra Kaeo và dành tặng cho cha và ông mình mỗi người một bức. Sau đó nhà vua yêu cầu thần dân gọi hai vị tiên vương theo tên của những bức tượng Phật này. Bức tượng dành tặng cho Rama I có tên là Phra Phutthayotfa Chulalok ("Đức Phật trên đỉnh bầu trời và vương miện của thế giới"). Và cái tên này vẫn được nhắc đến trong sách lịch sử Thái Lan.
Hậu duệ của ông là vua Vajiravudh (Rama VI), người từng đi du học ở Anh, nhận ra rằng hầu hết tên của các vị tiên vương Xiêm đều rất khó để ghi nhớ và ghi chép đối với người phương Tây. Do đó, ông đã quyết định sử dụng tên Rama cùng với số thứ tự tương ứng cho tất cả các vị vua của triều đại Chakri. Vì vậy, nhiều sử sách phương Tây đã gọi Thongduang là Rama I. Năm 1982, 200 năm sau khi lên ngôi, nội các Thái Lan đã quyết định trao cho ông danh hiệu Maharat ("Đại Đế").

## Dòng dõi và cuộc sống ban đầu
Thongduang chào đời vào năm 1737 dưới thời vua Borommakot của Ayutthaya. Phụ thân của ông tên là Thongdi , một quý tộc người Môn phục vụ cho triều đình Ayutthaya với chức tước là Phra (Bá tước) Akson Sunthonsat, đảm nhiệm công việc Thư ký Hoàng gia ở các tỉnh miền bắc Xiêm, và là Quan Chưởng ấn của Hoàng gia). Sau khi triều Rattankosin được thành lập thì Thongdi được truy phong làm Somdet Phra Prathom Borommahachonnok – "Thái thượng hoàng"). Phra Akson Sunthonsat cũng là hậu duệ của Kosa Pan, người đứng đầu phái đoàn sứ thần được vua Narai gửi đến triều đình nhà Bourbon Pháp quốc năm xưa. Thân mẫu của ông, Daoreung (tên gốc là Yok), là người có một nửa dòng máu gốc Hoa. Hai vợ chồng có với nhau 5 người con, trong đó Thongduang là con trai thứ hai, sau 2 người chị gái và người anh cả mất sớm. Sau khi Yok qua đời, Thongdi lại tái giá với em gái của bà.
Thongduang khi vừa lên 6 đã được tuyển vào Cung điện Hoàng gia với tư cách là thị vệ của Hoàng tử Uthumphon - con trai thứ 3 của Quốc vương Borommakot, nơi ông gặp người bạn thời thơ ấu là Taksin. Năm 1757, ở tuổi 21, ông đã cạo tóc xuất gia một thời gian theo phong tục truyền thống dành cho nam giới nước Xiêm. Năm 1760, ông kết hôn với Nak, con gái của một người gia đình quý tộc ngụ ở thị trấn Samut Sakorn.  Sau đó, ông được vua Ekkathat bổ nhiệm làm Luang Yokkrabat, tức Hiệp trấn tỉnh Ratchaburi vào năm 1758.

## Tướng quân triều Thonburi

### Sự sụp đổ của Ayutthaya
Vào đêm trước khi Ayutthaya sụp đổ trước sự tấn công của quân đội Miến Điện, thì Phraya (Hầu tước) Wachiraprakan (sau này là Vua Taksin) đã thấy trước rằng sự sụp đổ của thành phố là điều sớm muộn, vì thế ông ta quyết định đột phá vòng vây để thoát ra bên ngoài thành lập căn cứ mới. Phraya Ratchaburi cũng đi theo tháp tùng Wachiraprakan trong cuộc phiêu lưu này. Năm 1767, Ayutthaya thất thủ, người Miến thiêu rụi tòa thành và cướp bóc tất cả những gì họ tìm thấy. Hoàng tộc bị áp giải về kinh thành Miến Điện khiến nước Xiêm La trở nên vô chủ. Các lãnh chúa địa phương nổi dậy cát cứ khắp nơi tạo thành cục diện 5 sứ quân.
Mặc dù Ayutthaya đã thất thủ nhưng Taksin và lực lượng của ông trong cùng năm đó đã chiếm được hai tỉnh Chantaburi và Trat, những nơi không bị cướp phá bởi quân Miến. Đây là vốn liếng ban đầu cho công cuộc giải phóng tổ quốc. Trong thời gian này, Phraya Ratchaburi đã trở thành một trong những quan Thượng thư dưới quyền của Taksin và cùng với Phraya Pichai, là những người được Taksin trọng vọng nhất.
Lực lượng của Taksin phát triển nhanh chóng và chỉ một năm sau đó họ đã quang phục cựu đô Ayutthaya. Năm 1768, Taksin lên ngôi Hoàng đế và thành lập Vương triều Thonburi với thủ đô nằm ở bờ tây sông Chao Phraya. Dưới triều đại Thonburi, Thongduang được bổ nhiệm làm Binh bộ thượng thư với tước hiệu Phra Ratcharin ở tuổi 32. Sau khi cùng với người em trai là Phra Mahamontri, tương lai là Maha Sura Singhanat thu phục lãnh chúa Phimai, ông được tấn thăng làm Phraya Aphairanarit.

### Chinh phạt Cao Miên
Sau chiến dịch thu phục lãnh chúa xứ Fang năm 1769, Thongduang được nâng lên làm Phraya Yommarat và năm sau trở thành Chao Phraya Chakri - hay Samuhanayok (Tổng trấn Bắc thành). Chakri chỉ huy quân đội Xiêm trong các cuộc chiến tranh chống lại Miến Điện xâm lược và can thiệp vào nội chiến ở Cao Miên. Người em trai của ông, Bunma, giữ tước hiệu Phraya Anuchit Raja đã tháp tùng ông trong nhiều chiến dịch quân sự.

### Chinh phạt Chiang Mai

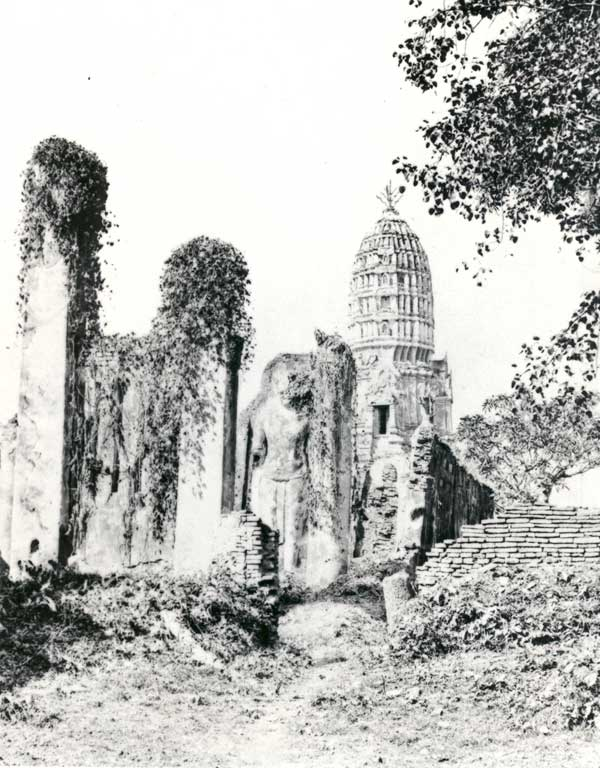
Phitsanulok từng là trung tâm hành chính của Bắc Xiêm trước khi bị quân Miến Điện phá hủy hoàn toàn vào tháng 3 năm 1776. Tất cả các tòa nhà và đền thờ đều bị thiêu rụi, ngoại trừ Wat Phra Mahathat (nơi được chụp trong ảnh).

Sau khi thống nhất toàn bộ nước Xiêm và thanh trừng các đối thủ tranh ngôi đến từ cựu hoàng tộc Ayutthaya, Taksin bắt đầu lo việc đối phó với sự trở lại của quân Miến Điện mà chiến trường đầu tiên sẽ là vùng đất Lanna - Bắc Thái vốn là chư hầu của Miến Điện trong hơn 200 năm. Năm 1771, tướng Miến Thado Mindin dẫn quân Miến từ Chiang Mai tấn công và bao vây Sawankhalok. Thứ sử Sawankhalok Chaophraya Phichairacha liên minh với Thứ sử Phitsanulok Chaophraya Surasi (em trai của Thong Duang) và Thứ sử Phichai Phraya Phichai cùng nhau đánh bại Thado Mindin tại thành Sawankhalok. Ngay lập tức, quân Xiêm tiến hành phản công với mục tiêu là thành Chiang Mai. Tháng 11 năm 1774, Chao Phraya Charki tháp tùng theo vua Taksin trong cuộc viễn chinh, khởi hành từ Thonburi đi ngược dòng sông, đến Kamphangphet và Tak. Tại thành Tak, nhà vua lệnh cho Charki Surasi và Chaophraya Phichairacha dẫn đầu đội tiên phong đến Thoen. Tại Thoen, Thao Chomphou, một quý tộc Lanna địa phương đã giết chết thống đốc Miến Điện ở đó và đầu hàng người Xiêm.
Thado Mindin - Toàn quyền Miến Điện ở Lanna báo cáo với triều đình Miến rằng hai quý tộc Lanna là Phaya Chaban và Kawila có mưu đồ nổi loạn. Hai vị lãnh chúa này khi biết tin đều nơm nớp lo sợ rằng sẽ bị phía Miến trừng phạt, vì thế nhanh chóng tìm kiếm sự giúp đỡ từ phía Xiêm. Sau khi đánh lừa được Nemyo Thihapate để được phép hành quân về phía hạ lưu sông Ping, Phaya Chaban lập tức liên hệ với Chao Phraya Charki để xin quy phục. Chaophraya Chakri bèn đưa người này đến Tak để gặp nhà vua Xiêm quốc. Cùng lúc đó ở Lampang, Kawila cũng đã khởi loạn và kêu gọi quân Xiêm tiến vào tòa thành này. Tháng 12 năm 1774, Chaophraya Chakri đã 5.000 quân và giao cho Phraya Kamphangphet cùng Phaya Chaban chỉ huy hành quân đến Chiang Mai nhưng giữa đường gặp phải quân Miến và bị đẩy lùi tại Tha Wangtan. Chaophraya Chakri liền đem theo đội tiên phong xuấ phát từ Thoen hành quân ngày đêm đến Lampang và hội ngộ với Kawila tại đây. Chakri lại tiếp tục dẫn đoàn quân bắc tiến đến Lamphun và tiếp cận Chiang Mai thì gặp phải phòng tuyến vững chắc của quân Miến. Từ Tak, nhà vua thúc giục các tướng mau chóng lấy Chiang Mai vì nếu chần chừ, họ sẽ có nguy cơ bị quân Miến Điện thọc đánh từ phía sau từ hướng đèo Mae Lamao. Nhận được khẩu pháo Charong từ triều đình gửi đến, quân Xiêm đã có thể nghiền nát tuyến phòng thủ của quân Miến Điện tại Lamphun và tiếp tục tiến về phía bắc đến Chiang Mai. Chakri, Surasi và Phichairacha, chia quân bao vây Chiang Mai vào tháng 1 năm 1775, và đại quân của nhà vua cũng đến vào ngày 14 tháng ấy. Ngay hôm đó, Chaophraya Chakri đã đánh bại toàn bộ lực lượng Miến Điện ở phía tây Chiang Mai, trong khi Chaophraya Surasi đánh bại quân Miến Điện ở phía đông và chiếm Cổng Thaphae. Hai tướng Miến là Nemyo Thihapate và Thado Mindin tháo chạy qua cổng bắc, nơi quân Miến Điện đã giẫm đạp lên nhau khiến 200 người Miến Điện thiệt mạng. Chaophray Chakri cũng thuyết phục và thuyết phục lãnh chúa xứ Nan (phía đông Lanna) quy thuận Xiêm triều. Từ đây đất Chiang Mai lại thuộc về nước Xiêm.

### Đại chiến Phisanulok với quân Miến Điện
Taksin về kinh, và Chaophraya Chakri được lệnh dẫn đầu đội quân 3000 người bảo vệ thành Chiang Mai để đối phó với cuộc trả thù của người Miến. Tuy nhiên đến tháng 2, đại tướng Maha Thiha Thura đã phái quân đội xâm lược Xiêm qua Đèo Ba Chùa vào tháng 2 năm 1775, dẫn đến Chiến dịch Bangkaeo, Charki phải rời khỏi Chiang Mai xuống phía nam để hỗ trợ cho quân triều đình. Đến tháng 10, Maha Thiha Thura dùng kế nhử mồi, phái Thado Mindin và Nemyo Thihapate từ từ Chiang Saen tấn công Chiang Mai làm nghi binh để thu hút quân của Chakri và Surasi tiến về phía bắc, trong khi đại quân Miến do chính Maha Thiha Thura chỉ huy vướt đèo đèo Mae Lamao tiến vào lãnh thổ Xiêm La, dẫn đến Chiến tranh Miến-Xiêm (1775–1776).
Trong tháng 10, quân Xiêm lần lượt để mất các vùng Tak, Kamphaengphet, Sawankhalok và Sukhothai. Chakri và Surasi ở Chiang Mai, khi biết tin mình đã bị lừa liền vội vã lui về nam cứu viện. Chakri đem quân đóng ở thành Phitsanulok còn Surasi và Phraya Sukhothai đối đầu với quân Miến Điện trong Trận Kongthani. Quân Miến giành chiến thắng và đẩy lực lượng của Surasi lui về cố thủ ở Phitsanulok. Maha Thiha Thura chỉ giữ 5000 quân làm hậu cần đóng ở Kongthani còn đại quân 3 vạn tiến hành bao vây Phitsanulok trong tháng 12. Thành Phitsanulok là nơi chiến sự diễn ra ác liệt nhất trong suốt cả cuộc chiến.
Tại Thonburi, vua Taksin quyết định hành quân cứu viện Phitsanulok. Nhà vua dừng quân ở Pakphing, cách Phitsanulok 20 cây số. Quân Xiêm lập tuyến phòng thủ ở bờ đông Nan trong khi quân Miến đã chiếm đóng bờ tây với lực lượng đông hơn gấp rưỡi. Các cuộc đột kích của quân Xiêm từ trong cũng như bên ngoài thành Phitsanulok đều thất bại. Chiến sự rơi vào thế bế tắc sau đó.
Maha Thiha Thura nảy ra ý tưởng đánh vào tuyến tiếp tế  lương thực của quân Xiêm tại Nakhon Sawan. Đường vận lương nhiều lần bị đánh phá khiến vấn đề lương thực trở thành điểm yếu chí tử của quân Xiêm, điều này khiến Taksin phải dàn quân khắp một tuyến đường từ Pakphing đến Nakhon Sawan, vô tình điều này khiến lực lượng của ông bị dàn mỏng. Và Maha Thiha Thura đã nhanh chóng nắm bắt thời cơ này. Ngày 29 tháng 2, quân Miến Điện bất ngờ tràn qua sông Nan, tấn công và lấy được cứ điểm Wat Phrik, khiến phòng tuyến bờ sông của quân Xiêm rơi vào tê liệt.
Quân Xiêm bị vây trong thành Phitsanulok cũng bắt đầu cạn kiệt lương thực. Vua Taksin ra lệnh chuyển lương từ Pakphing đến viện trợ cho Phitsanulok. Tuy nhiên, tướng Miến là Pakan Bo đã chặn giữ đường tiếp tế của người Xiêm khiến quân lương không thể đến được thành Phitsanulok. Cuối tháng 2 năm 1776, Maha Thiha Thura đem đại quân đánh vào vương doanh của Taksin tại Pakphing Taksin đại bại và phải lui về phía nam đến Phichit vào ngày 14 tháng 3 năm 1776. Toàn bộ tuyến phòng thủ ở bờ đông sông Nan sụp đổ. Charki và Surasi cố thủ ở Phitsanulok trong tình trạng rất thảm hại, quân sĩ nhiều người bị đói khát. Cuối cùng hai ông tập hợp tất cả cư dân trong thành kể cả phụ nữ, chuẩn bị mở đường máu bỏ chạy khỏi Phitsanulok. Ngày 15 tháng 3, quân Xiêm đã chạy hết khỏi thành và lui về giữ hai cứ điểm Banmung và Chomphu, trong khi rất nhiều người dân không chạy thoát được và bị quân Miến bắt sống. Quân Miến tiến vào Phitsanulok và thiêu rụi tất cả các tòa nhà, cung điện và đền thờ, biến nơi này thành bình địa.
Lấy được Phitsanulok, Maha Thiha Thura xua quân chiếm đóng các vị trí xung yếu khắp vùng đồng bằng Bắc Xiêm, triều đình Thonburi tiến tới hiểm cảnh tương tự Ayutthaya 9 năm trước. Tuy nhiên giữa lúc này vì tin tức vua Hsinbyushin truyền đến khiến Maha Thiha Thura phải khăn gói về nước mà phò tá con rể ông ta, Singu Min lên nối ngôi. Lực lượng Miến Điện còn lại ở Xiêm sau đó đã bị mất tổ chức và không được kiểm soát, tạo điều kiện cho quân Xiêm giành lại ưu thế trên chiến trường và đẩy lui toàn bộ quân Miến ra khỏi lãnh thổ vào tháng 8 năm đó.
Tương truyền rằng trong trận chiến năm 1776 mà Chao Phraya Charki làm tướng chỉ huy đối đầu với Maha Thiha Thura. Vị tướng quân Miến Điện đã hoàn toàn ấn tượng trước sự kháng cự anh dũng từ phía đội quân của Chakri. Mặc dù cuối cùng ông đã giành chiến thắng trong trận chiến đó, Maha Thiha Thura đã gửi một thông điệp cho Chao Phraya Charki đề nghị ông đến hội họp để đổi lấy một giờ đình chiến. Tin tưởng Maha Thiha Thura, vị tướng Xiêm đã xuất hiện. Maha Thiha Thura tại đây có có một lời tiên đoán dành cho Charki rằng: Nhà ngươi rất có phong thái của một vị vua. Có lẽ một ngày nào đó ngươi sẽ trở thành vua. Điều này sẽ trở thành sự thật 6 năm sau đó.

### Chinh phạt Viêng Chăn
Năm 1776, tướng Charki dẫn quân chinh phục Khmer Pa Dong (nay thuộc địa phận Surin). Tiếp đó sang năm 1778, ông lại nhận quân lệnh đi chinh phục ba vương quốc Lào và kết quả là cả ba vương quốc (Viêng Chăn, Luang Prabang, Champasak) đều phải chịu thần phục triều đình Xiêm.
Nguồn cơn chiến tranh bắt nguồn từ năm 1776 khi triều đình Viêng Chăn và Champasak giết chết Phra Vo, một quý tộc bản địa có liên hệ thân mật với triều đình Thonburi. Nhận thấy đây là một cái cớ thích hợp cho việc xuất chinh, Taksin đã phái Chakri và Surasi chỉ huy 2 vạn quân Xiêm tiến hành xâm lược Viêng Chăn từ tháng 12 năm 1778. Cuộc xâm lược này không chỉ nhằm mục đích trả thù cho cái chết của Phra Vo, mà còn là để áp đặt bá quyền của người Xiêm lên 3 tiểu quốc Lào - vốn đang là chư hầu của Miến Điện.
Từ căn cứ Nakhon Ratchasima, Chaophraya Chakri ra lệnh cho em trai mình là Chaophraya Surasi đến Cao Miên tuyển mộ thêm một đội quân đánh thuê gồm 10.000 người. Vua Ang Non II của Cao Miên đã tập hợp quân đội từ các tỉnh trợ giúp cho quân Xiêm, cũng như hứa sẽ gửi thêm lương thực để hỗ trợ đại quân viễn chinh.
Chaophraya Chakri và Phraya Nakhon Ratchasima Boonkhong hành quân từ Nakhon Ratchasima để đối đầu với quân Lào do Phaya Supho (người đã giết Phra Vo năm trước), tại trận Nong Bua Lamphu vào tháng 12 năm 1778. Quân Xiêm đã thắng thế trước quân Lào, và Phaya Supho buộc phải rút lui về Viêng Chăn. Cánh quân của Surasi ở phía nam thì thành công chiếm cứ Champasak rồi bắt vua nước này, Sayakumane đem về giam lỏng ở Thonburi.
Từ đất Nong Bua Lamphu, Chaophraya Chakri đến hội quân với Chaophraya Surasi và chuẩn bị công đánh Viêng Chăn. Hai anh em đã hợp lực tấn công các thị trấn Pakho và Viengkhuk. Cả Pakho và Viengkhuk đều chống trả quyết liệt khiến Surasi tức giận hạ lệnh đặt thủ cấp của các tướng sĩ Lào tử trận tại Nong Khai lên chiếc bè thả trôi đưa đến trước thành Pakho. Quân Lào trong thành trở nên trước sự tàn ác của người Xiêm và do đó bị đánh bại vào tháng 3 năm 1779. Tuy nhiên, thành Viêng Chăn được xây bằng vật liệu cứng cáp hơn vẫn sẵn sàng cho một cuộc vây hãm kéo dài.
Vua Surinyavong của Luang Phrabang khi biết tin về cuộc xâm lược, đã quyết định tuyên bố liên minh với Xiêm và gửi 3000 quân tham gia vào công cuộc đánh chiếm Viêng Chăn. Sau đó, Chaophraya Chakri đã ra lệnh cho Phraya Phetchabun Pli, Tổng đốc Phetchabun, chỉ huy lực lượng Lào từ Luang Phrabang tấn công Viêng Chăn từ phía bắc theo hướng thứ ba. Bản thân Chakri tiến lên tấn công thị trấn Phanphrao nằm trên sông Mekong ngay đối diện với Viêng Chăn. Người Xiêm đã chiếm được Phanphrao và giết rất nhiều quân phòng thủ của Lào.
Từ Phanphrao, quân Xiêm vượt sông Mê Kông bằng thuyền để bao vây Viêng Chăn. Viêng Chăn phải đối mặt với các cuộc tấn công từ hai hướng; quân Xiêm-Miên từ phía nam và quân Luang Phrabang từ phía bắc. Chaophrayas Chakri và Surasi chỉ huy quân Xiêm bao vây Viêng Chăn vào tháng 4 năm 1779. Thành Viêng Chăn bị vây trong khoảng 4 tháng trước khi vua Ong Bun bỏ lại toàn bộ hoàng tộc mà chạy trốn một mình. Con trai ông ta, Giám quốc Thái tử Chao Nanthasen, đã mất tinh thần và quyết định mở cổng thành đầu hàng quân Xiêm. Đó là ngày 28 tháng 9 năm 1779.
Người Xiêm cho di dời nhiều cư dân Lào ở Viêng Chăn sang bờ tây sông Mê Kông, bắt các hoàng tử công chúa của Ong Bun làm tù binh. Chakri giao cho Phaya Supho làm Toàn quyền cai trị Viêng Chăn trước khi rút quân về nước, mang theo cả hai báu vật của hoàng tộc Viêng Chăn là 2 bức tượng Phật Emerald Buddha and Phra Bang. Chiến thắng ở Lào càng củng cố vị thế của Chakri trong triều đình, và sau đó ông đã được tấn phong lên chức Somdet Chao Phraya Maha Kasatsuek, ngang hàng với các thành viên trong hoàng tộc. Ông chính là viên chức đầu tiên giữ cấp bậc này.

## Cuộc đảo chính năm 1782

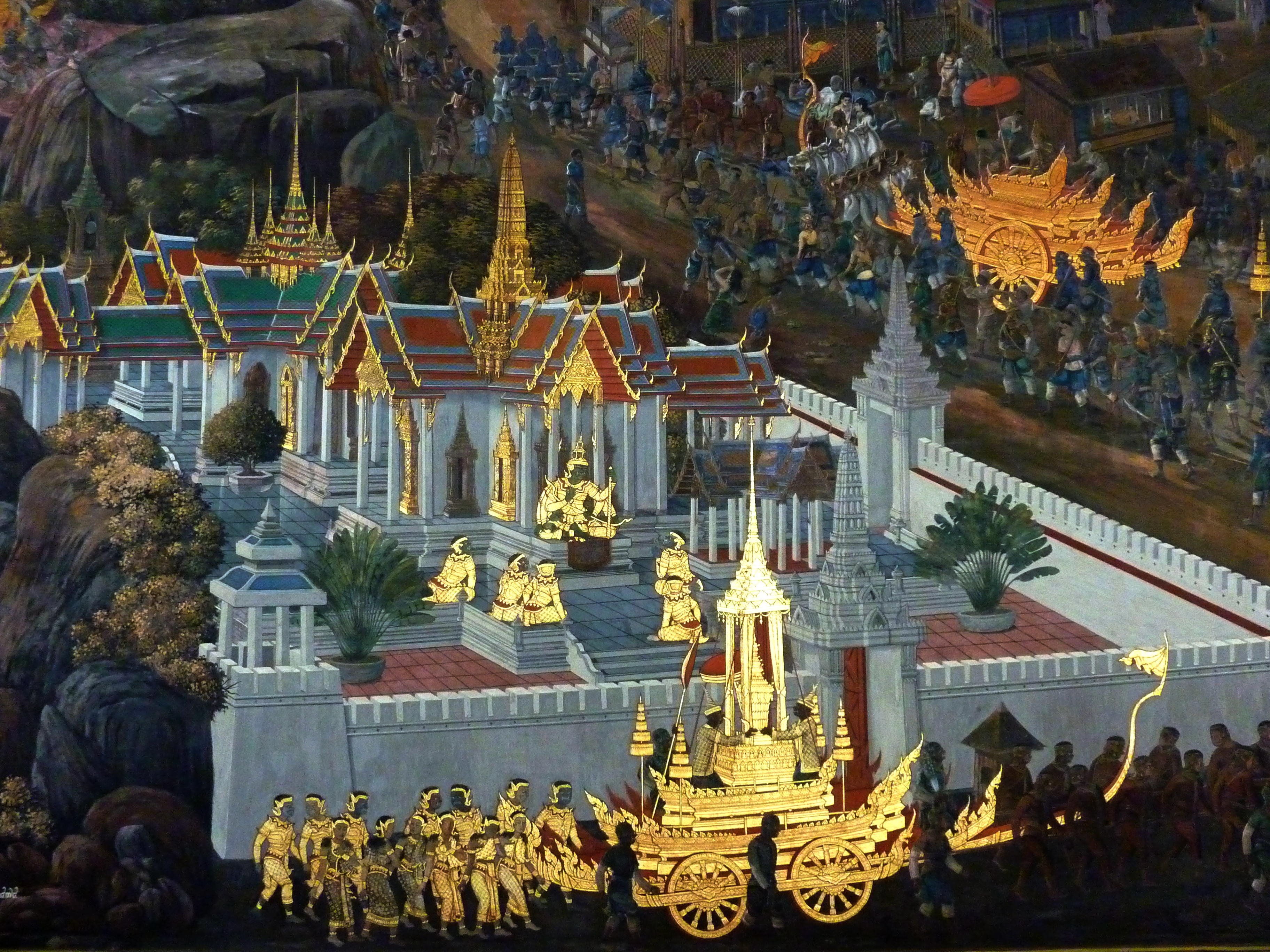
Bức tranh tường về Sử thi Ramakien, do đích thân nhà vua đề bút, phiên bản Ramayana của Thái Lan, trên các bức tường của Đền Phật Ngọc, Cung điện Hoàng gia Thái Lan, Bangkok

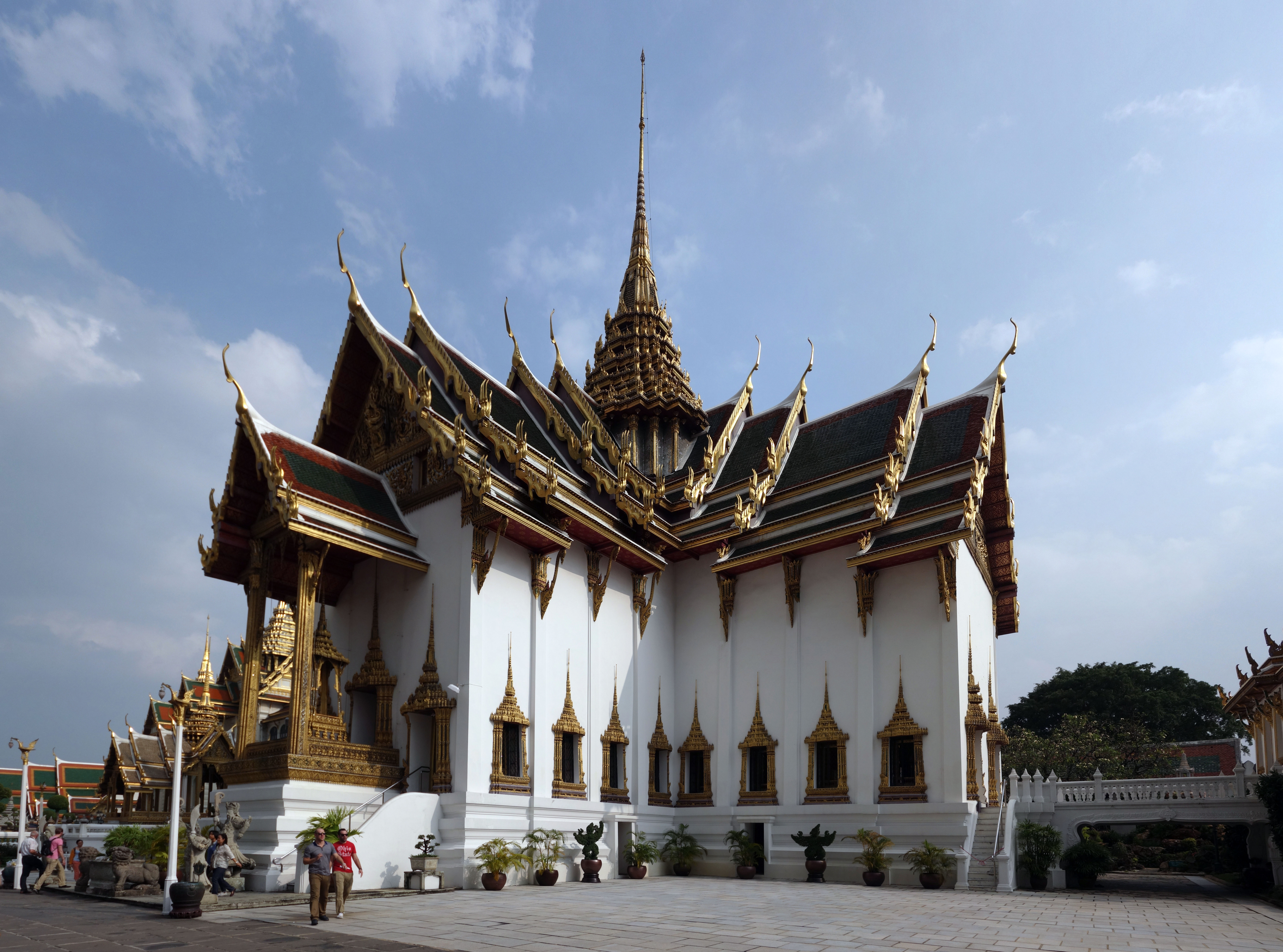
Dusit Maha Prasat Throne Hall bên trong Cung điện Hoàng gia Thái Lan. Rama I đã ra lệnh xây dựng cung điện vào năm 1782 như là trung tâm thủ đô mới của mình

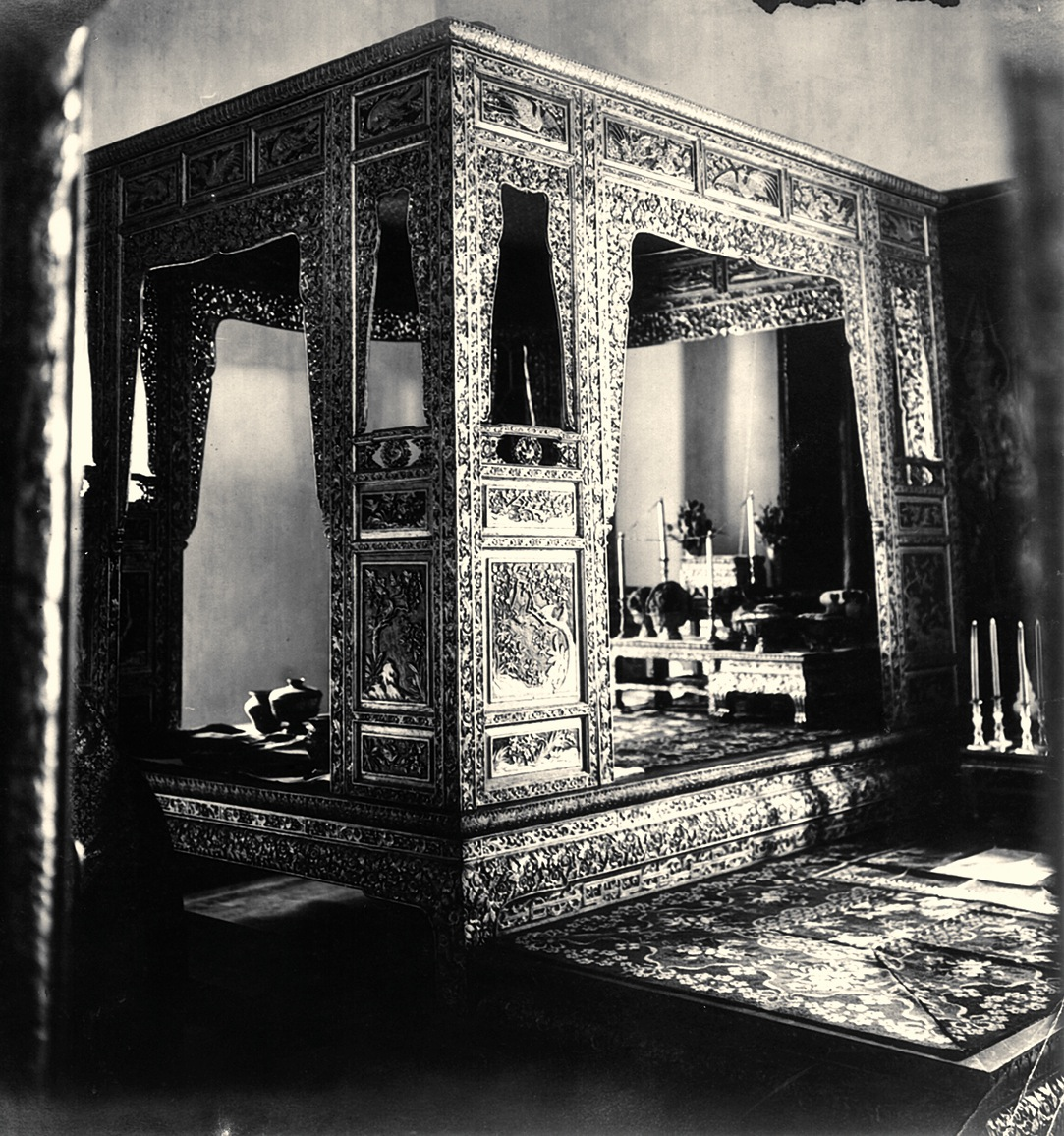
Giường có mái che của Vua Rama I đặt tại Sảnh ngai vàng Chakkraphat Phiman bên trong Cung điện Hoàng gia Thái Lan. Tất cả các vị vua sau này đều phải ngủ ít nhất một đêm ở đây

Năm 1779, một cuộc bạo động ở Vương quốc Cao Miên đã diễn ra khi tướng lĩnh người Cao Miên là Talaha Mu (Chiêu Chùy Mô) được sự hậu thuẫn của chính quyền Đàng Trong đã nổi dậy lật đổ và giết chết Quốc vương Ang Non II (Nặc Ông Vinh) - một ông hoàng thân Xiêm để thay vào đó là Ang Eng (Nặc Ông Ấn) mới có 6 tuổi dưới sự bảo trợ của người Việt. Nhận được tin báo, vua Taksin bèn cử Somdet Chao Phraya Maha Kasatsuek cùng với em trai là Chao Phraya Surasi dẫn 2 vạn quân chinh phạt Cao Miên, dự định sau khi thành công thì sẽ đưa trưởng tử của Taksin là Inthraphithak lên làm vua mới của Campuchia. Một đội quân Việt Nam gồm 3000 người do Nguyễn Hữu Thoại và Hồ Văn Lân chỉ huy cũng được cử đến giúp Talaha Mu. Giữa lúc hai quân đang giằng co thì ở triều đình Xiêm La phát sinh biến cố. Vua Taksin phát bệnh về thần kinh, vô cớ bắt giam vợ con của hai tướng. Kasatsuek và Surasi cùng bàn với nhau hãy nghị hòa với người Việt rồi quay về giải quyết nội loạn trong nước. Vì thế hai ông giảng hòa với Nguyễn Hữu Thoại và triệt quân khỏi Cao Miên. Khi về đến nơi thì lại được tin tướng Phraya San (Phi Nhã Oan Sản) liên kết với quân nổi dậy ở thành Korat tấn công vào kinh thành và bắt sống được Taksin giam trong ngục. Được tin báo này, Kasatsuek  nhanh chóng trở về kinh thành, dập tắt chính biến bằng các vụ bắt giữ, điều tra và trừng phạt, thái bình được khôi phục tại kinh thành.
Theo biên niên sử hoàng gia Thái, Tướng quân Kasatsuek quyết định xử tử vua Taksin trước pháo đài Wichai Prasit vào ngày 10 tháng 4 năm 1782, và sau đó giành quyền kiểm soát thủ đô và xưng vương, thiết lập vương triều Chakri.
Có giả thuyết khác nhau về lý do Tướng quân Kasatsuek hành quyết Quốc vương Taksin, rằng ông thực sự muốn làm quốc vương nên  đã cáo buộc Taksin là người Hoa, nhằm hợp pháp hóa hành vi thoán ngôi của mình. Theo sử gia Nidhi Eoseewong, Taksin có thể được nhìn nhận là người khởi thủy, nhà lãnh đạo với phong cách mới, thúc đẩy 'phi tập trung hóa' vương quốc và một thế hệ quý tộc mới có nguồn gốc từ các thương nhân người Hoa, là những người trợ giúp chính cho ông trong chiến tranh. Trên một khía cạnh khác, Kasatsuek và những người ủng hộ ông ta thuộc thế hệ 'cũ' gồm các quý tộc Ayutthaya, bất mãn trước những thay đổi.
Tuy nhiên, điều này bỏ qua thực tế rằng Somdet Chao Phraya Maha Kasatsuek cũng có một phần nguồn gốc Trung Quốc, cũng như đã kết hôn với một trong những người con gái của Taksin. Không có xung đột trước đó nào giữa họ được đề cập trong lịch sử. Các báo cáo về xung đột giữa nhà vua và các thương gia Trung Quốc được coi là bắt nguồn từ chính sách kiểm soát giá gạo trong thời kỳ Xiêm quốc xảy ra nạn đói. Một góc nhìn khác về sự kiện này là để giải quyết khoản nợ hàng triệu baht với nhà Thanh Trung Quốc mà bản thân không có khả năng chi trả, Vua Taksin đã cùng với Kasatsuek dàn cảnh nổi loạn và cuộc hành quyết, bởi lẽ khi ông không còn thì món nợ ấy cũng sẽ không đòi được nữa. Có ghi chép viết rằng Taksin được bí mật đưa đến một cung điện nằm tại vùng núi xa xôi của Nakhon Si Thammarat và ông sống tại đây cho đến năm 1825, còn người bị đánh chết chỉ là một thế thân của ông.

## Trị vì

### Đăng cơ xưng đế
Tướng Maha Kasatsuek lên ngôi vào ngày 6 tháng 4 năm 1782, khi đã 45 tuổi. Ngay sau đó, ông quyết định đổ tội giết vua Taksin cho Phraya San rồi đem ông này đi xử tử. Tiếp theo, nhà vua dời thủ đô của Xiêm sang bờ đông sông Chao Phraya vì nhiều lý do, bao gồm vị trí chiến lược tốt hơn và mong muốn thúc đẩy tính hợp pháp của mình bằng cách bắt đầu từ một kinh đô mới. Ông quyết định đặt tên thủ đô mới của mình là "Rattanakosin" ("Nơi lưu giữ Phật Ngọc"). Rama I cũng phong nhiều thành viên trong gia đình mình lên làm các cấp bậc cao trong chính quyền. Người em trai của ông, Surasi (Anuchit Raja năm xưa) hay Maha Sura Singhanat được tấn phong làm Đệ nhị vương hay Tiền cung và được coi như người sẽ thừa kế ngai vàng; một người cháu gọi ông bằng cậu là Thong-In hay Anurak Devesh làm Đệ tam vương tức Hậu cung. Còn Hoàng tử Inthraphithak, con trai trưởng của vua Taksin, cố gắng về nước tranh đoạt ngai vàng, song đã thất bại và bị tân vương xuống lệnh xử tử.
Nhà vua có tổng cộng 42 người con. Mười người trong số này là con của Hoàng hậu Amarinda, những người khác là con của nhiều phi tần. Những người con của Hoàng hậu bao gồm Hoàng tử Isarasundhorn, sau này là Vua Buddha Loetla Nabhalai (Rama II) (người được Nhà vua bổ nhiệm làm Tiền cung Phó vương sau khi Maha Sura Singhanat qua đời năm 1803), Hoàng tử Maha Senanurak và Hoàng tử Maha Sakdi Polsep.

### Đối ngoại

#### Đại Việt / Việt Nam

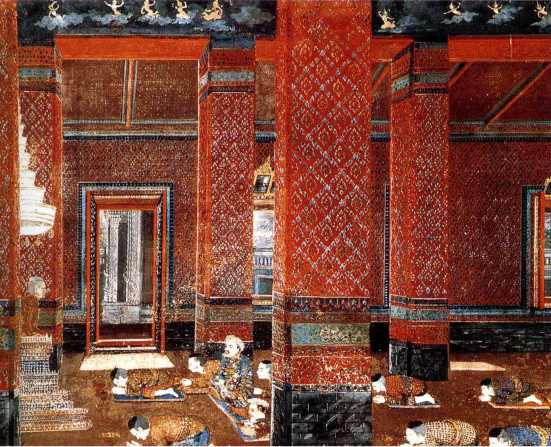
Tranh vẽ chúa Nguyễn Phúc Ánh tham dự một buổi thiết triều của vua Rama I

Sau cuộc hòa đàm năm 1782 và sự thành lập của triều đại Rattankosin, thì mối quan hệ Xiêm - Việt từ đối địch đã chuyển sang đồng minh. Lúc bấy giờ chính quyền chúa Nguyễn cũng liên tục gặp phải nguy cơ do sự tấn công của quân Tây Sơn đang chiếm giữ vùng đất từ Quảng Nam vào đến Bình Thuận và có ý dòm ngó đất Gia Định. Chúa Nguyễn Phúc Ánh, trong nỗ lực tìm kiếm đồng minh chống Tây Sơn, đã quyết định dùng hoa vàng hoa bạc làm cống phẩm gửi đến triều đình Xiêm La. Sử triều Nguyễn cố ý dùng hai chữ "thông hiếu" để miêu tả tương quan Xiêm – Việt nhưng thực tế, việc triều cống cây vàng bạc mang ý nghĩa thần phục kèm theo những nhiệm vụ và quyền lợi nhất định, quan trọng nhất đối với chúa Nguyễn là việc trợ giúp quân sự của Xiêm La (và các thuộc quốc của họ) để chống lại Tây Sơn. Cây vàng bạc được giải thích như sau:
| “ | … là một cây giả có lá và hoa bằng bạc hay vàng. Tục lệ tiến cống cây vàng bạc hàm ý rằng người gửi bằng lòng vai trò phiên thuộc đối với quốc gia họ đem đến. Ðó là một biểu tượng của thần phục. Một cách tổng quát, triều đình Thái ở Bangkok [hay Thonburi hoặc Ayutthaya] không trực tiếp cai trị một phiên thuộc như một phần của vương quốc mà để cho họ khá tự do trong việc điều hành các vấn đề nội trị, ngoại trừ tất cả các liên hệ với bên ngoài đều do Bangkok chủ trì và người thủ lãnh phải được Bangkok thừa nhận. Bangkok cũng bảo đảm rằng họ sẽ bảo vệ phiên thuộc đó một khi bị đe dọa từ bên ngoài. Ðể đáp lại, nước chư hầu có nhiệm vụ cung cấp binh đội cho triều đình Xiêm La khi được yêu cầu và thủ lãnh của các chư hầu cũng phải sang Bangkok mỗi khi có những dịp quan trọng, chẳng hạn như việc đăng quang của một tân vương. Sau cùng, nước chư hầu phải tiến cống "Cây vàng bạc" sang Bangkok cứ ba năm một lần | ” |

Như vậy với động thái tiến công cây vàng bạc, bản thân chúa Nguyễn Ánh đã ngầm công nhận mình là chư hầu dưới trướng của triều đình Rattankosin. Không bao lâu sau sự kiện này, năm 1783, quân Tây Sơn lại tiến công vào Gia Định khiến chúa Nguyễn phải bỏ thành mà chạy. Được tin báo, vua Rama I đã cử tướng Phraya Nakhosawan đem quân đi cứu Nguyễn Ánh. Quân Xiêm tiến vào theo đường Chân Lạp, ở đây họ chiêu mộ thêm quân chư hầu Cao Miên rồi tiến vào địa phận Nam Bộ bằng đường thủy. Đây là cuộc tiến binh lần thứ nhất của quân Xiêm vào lãnh thổ Đàng Trong với danh nghĩa giúp đỡ cho chúa Nguyễn, tuy nhiên nó chỉ được tường thuật lại trong sử sách Xiêm La, còn Thực lục của nhà Nguyễn không đề cập đến trận chiến này.
Liên quân Xiêm - Miên chạm trán với quân Tây Sơn do Đông Định vương Nguyễn Lữ chỉ huy tại Sa Đéc, sau nhiều trận vẫn bất phân thắng bại. Phraya Nakhonsawan bắt được một số chiến thuyền của Tây Sơn nhưng không hiểu vì lý do gì mà lại đem chúng trả lại cho quân Tây Sơn. Điều này khiến cho phó tướng dưới quyền ông ta là Phraya Wichinarong bất bình, Wichinarong đã viết một biểu tấu tố cáo Phraya Nakhonsawan về tội phản quốc. Vua Xiêm bèn ra lệnh cho quân đội rút về nước, sau đó kết tội và xử tử Phraya Nakhonsawan cùng 12 tướng khác ở chùa Photharam phía đông kinh thành Bangkok.
Theo Xiêm La thực lục, chúa Nguyễn Ánh lưu vong sang Xiêm ngay từ năm 1782 cùng vợ con và một số tùy tùng. Đoàn người Việt được tiếp đón bởi hai viên Tổng trấn Chonburi và Rayong và hai viên quan này đã chuyển thư của nhà vua Rama I mời Nguyễn Ánh đến hội kiến. Tuy nhiên theo sử sách Việt Nam thì Nguyễn Ánh sang Xiêm trễ hơn, vào năm 1784. Tại đây, Đệ nhị vương Maha Sura Singhanat đã nhắc lại việc kết minh với Nguyễn Hữu Thoại hai năm trước và đề nghị sửa quân sang giúp Nguyễn Ánh lấy lại thành Gia Định.
Theo Biên niên sử Hoàng gia Thái Lan, vào tháng 3 năm 1784, một hạm đội gồm 5000 người dưới quyền của cháu trai nhà vua, Chao Fa Krom Luang Thepharirak (nhân vật được sử Việt gọi là Chiêu Tăng) được phái đi tấn công và chiếm lại Sài Gòn cho Nguyễn Ánh. Phó tướng Phraya (Hầu tước) Wichitnarong dẫn bộ binh Xiêm đến Campuchia để chiêu mộ thêm tân binh. Nhiếp chính vương Cao Miên khi đó là Chaophraya Aphaiphubet (Chiêu Chùy Biện) cũng tuyển thêm năm ngàn quân nữa để tham gia cùng quân đội Xiêm. Tuy nhiên, hạm đội thủy quân của người Xiêm đã thất bại trong Trận Rạch Gầm–Xoài Mút trước quân Tây Sơn của Long Nhương tướng quân Nguyễn Huệ. Sau thất bại này, Nguyễn Ánh cũng phải tị nạn chính trị ở Xiêm để chờ cơ hội trở về.
Nguyễn Ánh ở lại Xiêm quốc 2 năm và từng tham gia vào hàng ngũ quân Xiêm trong trận chiến chống lại nhà Konbaung Miến Điện năm 1785 - 1786, và Rama I đã nạp một người con gái trong gia tộc họ Nguyễn tức Công nữ Ngọc Thông làm Hoàng phi của mình. Vị công nữ này được sử Xiêm gọi là Wain Thung Okthong hay Ko Ngoan (Cô Nguyễn). Tuy nhiên thái độ của triều đình Xiêm - đặc biệt là Đệ nhị vương đối với Nguyễn Ánh ngày càng lạnh nhạt, nhất là sau khi chuyện ông ta bắt liên lạc với người Bồ Đào Nha và việc gửi Hoàng tử Cảnh sang Pháp bị bại lộ. Tuy vua Rama I tỏ ra thông cảm với hoàn cảnh của chúa Nguyễn nhưng Hoàng đệ của ông thì không, và luôn có mưu đồ triệt hạ nhóm người Việt. Sở dĩ có sự quan ngại này từ phía Đệ nhị vương, là vì khi đó Xiêm La vẫn là một quốc gia đa chủng tộc, bản thân anh em nhà vua cũng có một nửa dòng máu là người Hoa, cũng như tiền lệ không ít lần trong lịch sử nhóm người ngoại quốc đã tìm cách lật đổ chính quyền. Việc đó dẫn đến chuyện vua tôi Nguyễn Ánh tham gia vào trận đánh Miến Ðiện ở Thavoi, có lẽ như một hình thức khổ nhục kế để che mắt, hoặc là họ bị vua Xiêm bắt phải đi theo như một nghĩa vụ thuộc quốc để phòng xa việc Ánh  có thể nhân cơ hội kinh thành bỏ trống mà nổi loạn. Tuy nhiên đến năm 1787, Nguyễn Ánh và đoàn tùy tùng của ông ta vẫn thành công trốn khỏi sự truy đuổi của Đệ nhị vương mà rời khỏi lãnh thổ Xiêm quốc, trở về Đàng Trong.
Trong khoảng thời gian từ 1788 đến 1802, do thế lực còn non yếu, chúa Nguyễn vẫn phải tiếp tục giữ lễ phiên thần và cống nạp cây vàng bạc cho triều đình Xiêm La, trước sau tổng cộng 6 lần. Mãi cho đến khi Nguyễn Ánh thành công tiêu diệt Tây Sơn, lên ngôi Hoàng đế toàn cõi Việt Nam năm 1802 với niên hiệu Gia Long, thì việc triều cống mới chấm dứt và quan hệ giữa hai bên lại chuyển sang trạng thái ngang hàng.
Trước đó trong giai đoạn 1793 - 1795, triều đình Tây Sơn ở Phú Xuân có ngỏ lời yêu cầu thông hiếu với Xiêm La. Trong lá thư gửi vua Xiêm, Hoàng đế Cảnh Thịnh tỏ ý nhấn mạnh rằng Nguyễn Ánh là một kẻ phản bội của nước Xiêm khi đã lén nhà vua mà bỏ trốn đi, đồng thời yêu cầu khi quân Tây Sơn chiếm lại Gia Định mà Nguyễn Ánh lại chạy trốn sang Xiêm lần nữa, thì phía Bangkok hãy bắt giữ chúa Nguyễn giao nộp để tình nghĩa hai bên được đời đời bền vững. Tuy nhiên vua Rama I đã khéo léo khước từ lời đề nghị này.
Tháng 11 năm 1802, chỉ vài tháng sau khi Gia Long tiêu diệt hoàn toàn nhà Tây Sơn, Rama I sai Phra (Bá tước) Phetcharapanisisunthon đi sứ sang Việt Nam chúc mừng và gửi tặng những quà biếu dành cho vua Gia Long. Trong những món quà này riêng có một chiếc mũ mà chúa Nguyễn đã từ chối nhận nó nhưng một động thái ngầm rằng từ nay Việt Nam đứng ngang hàng với Xiêm La.
Theo Klaus Wenk, trong suốt những năm chấp chính của Rama I và Gia Long, quan hệ Xiêm Việt nói chung và bản thân hai vị quân vương nói riêng là tốt đẹp, nhiều lá quốc thư gửi sang đôi khi nhắc đến những việc riêng tư. Tuy nhiên, Gia Long vẫn đề phòng một khi vua Rama I chết đi, Đệ nhị vương lên nối ngôi sẽ không hòa hoãn như trước, bởi lẽ hai người vốn có những đụng chạm từ khi ông còn ở Xiêm La. Tuy nhiên điều này đã không xảy ra vì Maha Sura Singhanat đã qua đời trước vua anh (1803). Vị thái tử tiếp theo, Chaofa Kromluang Itsarasunthon (Vua Rama II sau này) có thái độ thân thiện hơn rất nhiều đối với triều đình Gia Long.

#### Hà Tiên và Cao Miên

Phạm vi ảnh hưởng của nhà Rattankosin đầu thế kỉ XIX.

Lời kêu cứu của Nguyễn Ánh là một cơ hội thuận lợi cho triều đình Xiêm La mở rộng sức ảnh hưởng về phía đông. Mạc Tử Sanh, con trai Tổng trấn Hà Tiên Mạc Thiên Tứ (một chư hầu của Việt Nam), được nuôi dưỡng ở trong triều đình Xiêm La vài năm sau khi cha mất. Khi Nguyễn Ánh trở về Sài Gòn năm 1785, thì Xiêm đình cũng cho Mạc Tử Sanh về cai quản xứ Hà Tiên cho đến khi ông ta qua đời vào năm 1788. Ngô Ma, một vị tướng gốc Xiêm, được bổ nhiệm làm quyền tổng trấn thay cho họ Mạc. Theo nhóm Trần Hoàng Vũ - Hà Tấn Tài, người Xiêm trong giai đoạn này có ý đồ biến Hà Tiên trở thành xứ thuộc địa tương tự Battambang. Ít lâu sau đó, do đề nghị của Nguyễn Ánh, triều đình Xiêm La gửi Mạc Công Bính - cháu đích tôn của Mạc Thiên Tứ về Hà Tiên thay thế Ngô Ma. Nhưng Nguyễn Ánh lại điều Mạc Công Bính đi Long Xuyên, còn tự mình cắt đặt quan lại cai quản Hà Tiên. Tin tức truyền đến Xiêm đình khiến Rama I không hài lòng, và Nguyễn Ánh buộc lòng phải để cho Mạc Công Bính về Hà Tiên, còn căn dặn thêm "bất tất phải vào chầu". Có thể thấy, xứ Hà Tiên trong những năm này từ vị thế chư hầu của Đàng Trong nay đã trở thành chư hầu của Xiêm La, tương tự như chúa Nguyễn ở Gia Định.
Sau khi Mạc Công Bính mất (không rõ năm nào), trấn Hà Tiên do hai cha con Trần Hanh - Trần Tô, người Xiêm La, nối nhau coi giữ. Đến năm 1799, Trần Tô bị phế bỏ, và Mạc Tử Thiêm - con út Mạc Thiên Tứ được Đệ nhị vương lập làm chúa Hà Tiên với tước hàm Chao Phraya Rachasetthi. Tuy nhiên lãnh thổ Hà Tiên trấn lúc này chỉ còn quanh quẩn trong địa phận thị xã Hà Tiên hiện nay, còn hai xứ Rạch Giá và Long Xuyên đã rơi vào tay người Việt, điều này được thể hiện qua một ghi chép trong Đại Nam thực lục: “Từ sau khi Mạc Thiên Tứ thất thủ, Công Bính và Tử Thiêm tuy nối chức trấn, mà hai đạo lại đặt quan khác nhau để cai quản, tô thuế nộp theo Vĩnh Thanh".
Sau ngày Gia Long thống nhất Việt Nam thì sự lệ thuộc của Hà Tiên vào nước Xiêm ngày càng lỏng lẻo, đến nỗi Mạc Tử Thiêm lại trở thành sứ thần đại diện cho phía Việt Nam trong giao thiệp với Xiêm La. Bước ngoặt đánh dấu việc Hà Tiên chính thức trở thành một phần của Việt Nam là cái chết của cả Rama I và Mạc Tử Thiêm cùng năm 1809, và Gia Long đã lợi dụng tình thế đó, cắt đặt quan lại lãnh việc ở trấn chứ không dùng con cháu họ Mạc nữa. Từ thời điểm này trở đi, xứ Hà Tiên từ một thực thể tự trị, đã chính thức trở thành một bộ phận của nước Việt Nam.
Đối với Vương quốc Cao Miên, họ cũng là xứ chư hầu của triều đình Bangkok tương tự như ba tiểu quốc Lào, và mức độ kiểm soát nhiều hay ít tùy theo mức độ quyền lực của hoàng tộc Thái Lan trong thời điểm đó. Với sự sụp đổ của Ayutthaya năm 1767, gần như Cao Miên đã thoát ly khỏi tầm ảnh hưởng của Bangkok trong một thời gian ngắn cho đến khi triều đại Thonburi lấy lại vị thế bằng ba cuộc đông chinh các năm 1768, 1771 và 1781, mà Rama I đều tham gia với tư cách tướng chỉ huy.
Sau khi vua Reamraja (Nặc Ông Vinh) bị lật đổ năm 1779, ngai vàng được trao cho một cậu bé mới 6 tuổi là Ang Eng (Nặc Ông Ấn). Tuy nhiên, chính sách ủng hộ Việt Nam của một số quý tộc Campuchia dưới thời Ang Eng đã khiến Rama I lo ngại. Kết quả là, ông đã bắt vị ấu vương Ang Eng phải chuyển đến Bangkok, nơi cậu bé sẽ dành 10 năm tiếp theo của cuộc đời sống dưới sự dạy bảo của Rama I, người nhận cậu làm dưỡng tử. Mục đích của việc này là áp đặt tình cảm thân Xiêm lên vị ấu vương. Trong những năm đó, việc triều chính ở Cao Miên được giao cho Chao Phraya Abhaya Bhubet (Chiêu Thùy Biện) với chức danh Nhiếp chính.
Năm 1794, khi Ang Eng đã 22 tuổi, Rama I mới tấn phong cho ông làm Cao Miên quốc vương và cho về nước cai trị với vương hiệu Neareay Reachea III. Dưới triều đại ngắn ngủi của Ang Eng, Cao Miên phụ thuộc mạnh mẽ vào Xiêm La. Hai tỉnh giàu có nhất nước này là Siem Reap và Battambang trên thực tế đã bị sáp nhập vào Xiêm với Chao Phraya Aphaiphubet làm Quận thủ. Tuy nhiên, Rama I cho phép các vùng lãnh thổ này được cai trị theo truyền thống Campuchia. Theo ghi chép trong Biên niên sử Thái Lan, cả Ang Eng và tể tướng Somdet Fa Thalaha (tên là Pok) đều "vui vẻ chấp thuận".
Vua Ang Eng mất năm 1796, để lại bốn người con trai là các Hoàng tử Ang Chan, Ang Sngoun, Ang Em và Ang Duong. Quan Tể tướng Pok trở thành Nhiếp chính vương nắm toàn quyền ở Campuchia trong sáu năm cho đến khi ông ta bị Ang Chan và Ang Sngoun tố cáo về âm mưu tiếm ngôi với triều đình Xiêm La. Vua Rama I do đó buộc Pok đến Bangkok dưỡng già và ông ta bị bệnh mất không lâu sau. Vua Rama I bèn phong Ang Chan làm Cao Miên quốc vương năm 1803 và vua Gia Long cũng làm điều tương tự năm 1806.
Theo truyền thống từ trước, Ang Chan phải thân hành đến Bangkok diện kiến Rama I để hành lễ thắc phong. Trong cuộc hội kiến với Rama I, vua Ang Chan đã yêu cầu cho phép hai người cô của mình là các Công chúa Ang Y và Ang Pen được trở về Cao Miên. Vua Rama I đã từ chối, với lý do rằng các công chúa là mẹ của các con gái của cố Hoàng đệ Sura Singhanat. Sau đó lại xảy ra một cơ sự khác khi Ang Chan đã đến thăm Vua Rama I tại cung điện hoàng gia mà không xin phép trước. Trong cơn tức giận, Rama I đã khiển trách Ang Chan thậm tệ trước mặt các quan đại thần. Mặc dù Rama I có thể có cho rằng vị vua trẻ tuổi Ang Chan là kẻ dễ bảo, nhưng rõ ràng ông ta có tư tưởng độc lập hơn so với phụ thân mình - Ang Eng, và dường như đã ấp ủ mưu đồ phản kháng lại sự thống trị của người Xiêm. Triều đình Cao Miên từ đó phân hóa thành hai phe, với Ang Chan đứng đầu phe thân Việt và ba người em của ông ta ngả về phía Xiêm. Sau khi Quận thủ Battambang, Baen (Chiêu Thùy Biện) chết, người Xiêm bổ nhiệm con cháu ông ta lên kế thừa chức Quận thủ và hai tỉnh Battambang cùng Siem Riep trở thành những lãnh thổ bán chính thức của Xiêm quốc. Điều này là giọt nước tràn li, khiến Ang Chan để lòng thù ghét nước Xiêm đến nỗi bỏ không đến dự tang lễ của Rama I, và có ý ngả sang phía Việt Nam. Hệ luỵ sau đó chính là cuộc nội dậy ở Campuchia nổ ra 2 năm sau cái chết của Rama I.

#### Miến Điện và Lanna

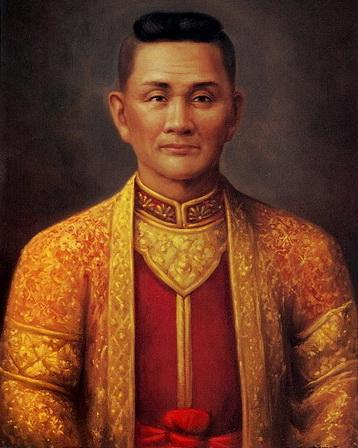
Kawila (1742 – 1816), Quốc vương Chiang Mai từ 1802 đến 1816. Sự nổi dậy của ông ta dưới hậu thuẫn của người Xiêm là mốc đánh dấu kết thúc cho ách thống trị của Miến Điện lên vùng đất Bắc Thái, và khiến nơi này trở thành chư hầu của Xiêm cho đến khi bị sáp nhập chính thức dưới thời vua Chulalongkorn.

Triều đại Konbaung được thành lập ở Miến Điện năm 1752 và nhanh chóng thực hiện các chiến dịch quân sự nhằm khuếch trương thế lực ra bên ngoài. Các cuộc xung đột liên quan đến vùng bờ biển Tenasserim và việc Xiêm đình chứa chấp các phần tử phản loạn người Môn đã dẫn đến hai cuộc chinh phạt của Miến Điện vào Xiêm quốc những năm 1760 và hậu quả là Vương quốc Ayutthaya đã bị diệt vong (1767). Vua Taksin của nhà Thonburi đã thống nhất Xiêm quốc từ đống tro tàn của Ayutthaya, song xung đột không vì thế mà dừng lại. Đến năm 1774, một lãnh chúa ở Bắc Thái là Kawila được sự hậu thuẫn của Xiêm quốc, đã nổi dậy ở Lampang để chống lại sự cai trị của Miến Điện đối với Vương quốc Lanna xưa. Song sang đến cuộc Chiến tranh Miến-Xiêm (1775-1776), quân Xiêm đã gần như đã thất bại trước lực lượng Miến Điện do Tướng Maha Thiha Thura chỉ huy khiến quốc lực của Xiêm đã bị giảm trầm trọng. Hai tướng Miến Điện là Maha Thiha Thura và Ne Myo Thihapate đã đánh bại tất cả các đạo quân của Xiêm trên con đường hành quân, thu hồi Chiang Mai, tiến xuống các tỉnh Phitsanulok và Sukhothai ở miền trung Xiêm và áp sát Bangkok. May mắn đã mỉm cười với người Xiêm sau đó khi vua Hsinbyushin băng hà trong năm 1776 khiến đoàn quân viên chinh phải rút về nước. Sau khi quân Miến rút lui, hầu hết vùng đất Lanna (ngoại trừ Chiang Saen), vốn là chư hầu của Miến Điện trong hơn 200 năm, đã rơi vào tầm kiểm soát của Xiêm.
Cùng năm mà Chao Phraya Charki giành được ngai vàng Xiêm La, thì ở Miến Điện, Hoàng thúc Badon Min cũng đã phế truất Quốc vương Hpaungsar và lên ngôi trở thành vua Bodawpaya.. Sau khởi đầu vẻ vang với những chiến thắng tại Arakan, vua Bodawpaya hướng mắt đến Xiêm quốc như mục tiêu tiếp theo cho những cuộc phiêu lưu quân sự đầy tham vọng của mình.
Cuộc chiến Xiêm - Miến đầu tiên dưới thời Bodawpaya và Rama I cũng là nỗ lực tấn công toàn diện cuối cùng của người Miến vào lãnh thổ Xiêm La, diễn ra trong 2 năm 1785 - 1786, còn được gọi với cái tên "Chiến tranh Chín đạo quân". Lực lượng quân Miến tổng cộng hơn 14 vạn, chia làm 9 ngả tràn vào Lanna và Bắc Xiêm. Trong khi lực lượng quân Xiêm chỉ có 7 vạn phải chia nhau chống giữ những nơi hiểm yếu.
Ở Lanna có Bá tước Kawila trấn giữ miền Lampang, đã chiến đấu dũng cảm và trì hoãn bước tiến của quân Miến Điện trong khi vẫn chờ quân tiếp viện từ Bangkok. Khi Phitsanulok bị chiếm, Hậu cung Đệ tam vương, Anurak Devesh tiến quân về phía bắc và giải vây cho Lampang.
Ở mặt trận phía nam, đại quân của Bodawpaya đóng ở Chedi Sam Ong sẵn sàng tấn công. Tiền cung Đệ nhị vương Maha Sura Singhanat, hoàng đệ của vua Rama được lệnh dẫn quân về phía nam và phản công quân Miến Điện đang tiến vào Ranong qua ngả Nakhon Si Thammarat. Hai quân giao chiến ở gần Kanchanaburi với chiến thắng dành cho phía Xiêm. Quân Miến Điện cũng tấn công Thalang (Phuket hiện nay). Quận thủ Thalang vừa mới qua đời ít lâu trước cuộc chiến, nhưng những người dân địa phương đã tập hợp dưới ngọn cờ của hai vị nữ tướng, Chan (góa phụ của Quận thủ) và em gái bà - Muk; để cùng nhau chống lại quân xâm lược. Ngày nay, Chan và Muk được tôn kính như những nữ anh hùng dân tộc. Sau này, hai bà được vua Rama I ban tặng danh hiệu là Thao Thep Kasattri cùng Thao Sri Sunthon .
Người Miến Điện tiến hành chiếm Songkhla, viên Quận thủ phải bỏ chạy. Tuy nhiên, một nhà sư tên là Phra Maha đã kêu gọi người dân trong vùng cầm vũ khí chống lại người Miến Điện; chiến dịch của ông cũng thành công. Sau đó, Phra Maha được Rama I nâng lên hàng quý tộc.
Biết tin các đạo quân đều gặp thất lợi, vua Bodawpaya đã hạ lệnh rút lui. Năm sau, quân Miến lại trở lại tấn công, lần này họ tập hợp thành một đội quân duy nhất. Với lực lượng này, Bodawpaya đã vượt qua đèo Chedi Sam Ong và đóng quân tại Tha Din Daeng. Tiền cung Đệ nhị vương đã đem đại quân đến kháng cự với Bodawpaya. Cuộc chiến diễn ra rất ngắn và Bodawpaya đã nhanh chóng bị đánh bại. Cuộc chiến ngắn ngủi này được gọi là chiến dịch Tha Din Daeng.
Trận chiến năm 1785 có thể coi như một trận chiến bản lề đưa Xiêm La vốn dĩ luôn luôn bị thế hạ phong trong nhiều thập kỷ nay trở nên đồng tài đồng sức với Miến Điện. Xiêm La cũng nhìn ra được những điểm yếu của chính họ khi thấy một số tiểu quốc ở phía nam đã nhanh chóng đầu hàng Miến Ðiện khi bị tấn công. Khu vực này chính là một yếu huyệt vì Miến Ðiện có thể dùng làm bàn đạp đánh lên Bangkok. Cuối năm 1785, Miến lại đem quân đánh Xiêm một lần nữa. Theo sử Xiêm thì "người Xiêm được người Môn và các nhóm tình báo thông tin chính xác về việc quân Miến di chuyển nên vua Xiêm nhanh chóng điều động ba vạn quân lên thượng lưu sông Khwae Noi chận đánh quân Miến. Chỉ trong mấy ngày quân Miến đã bị đánh tan phải bỏ chạy".
Sau cuộc chiến Chín đạo quân, Xiêm và Miến còn giao tranh với nhau thêm 4 lần nữa dưới thời Rama I, lần lượt vào các năm 1788, 1792 - 1794, 1797 – 1798, 1802 - 1805 đều với quy mô nhỏ hơn nhiều. Người Xiêm đã bảo vệ thành công vùng đất Lanna nhưng thất bại trong việc thu phục bờ biển Tenasserim. Trong năm 1797, Bá tước Kawila đã thành công khôi phục Chiangmai, cựu đô của Vương quốc Lanna năm xưa. Với chiến tích này, Kawila đã được Rama I tấn phong làm Quốc vương Chiang Mai năm 1802 với vương hiệu Phra Boromma Rachathibodi.. Trong cuộc chiến 1802 - 1805, liên quân 3 nước Xiêm - Vạn Tượng và Lanna đã thành công Chiangsaen - thành trì cuối cùng của người Miến ở miền Bắc Thái (1804).

#### Ba tiểu quốc Lào

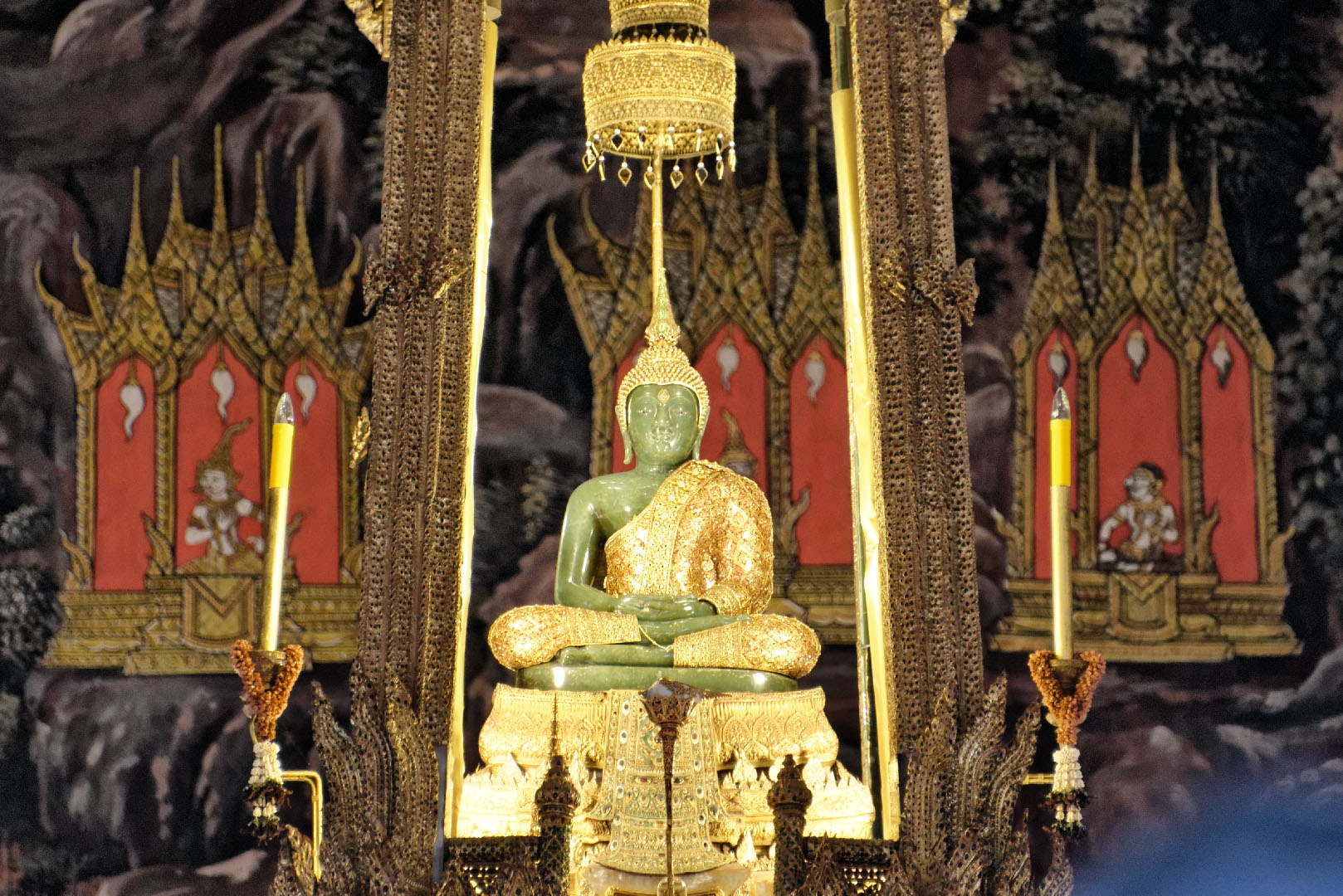
Tượng Phật Ngọc - Emerald Buddha, hiện nay được đặt tại Bangkok. Bức tượng này từng được người Lào coi là vật linh thiêng nhất và có ý nghĩa văn hóa nhất của chế độ quân chủ Lào. Bức tượng có nguồn gốc từ Vương quốc Lan Na và được Vua Setthathirath mang đến Vương quốc Lan Xang vào thế kỷ XVI, bức tượng được đưa đến Bangkok vào năm 1780 bởi anh em Rama I, sau cuộc chinh phạt của họ vào Viêng Chăn.

Năm 1707, Vương quốc Lan Xang từng một thời hùng mạnh đã bị phân chia làm 3 tiểu quốc, với Viêng Chăn ở miền trung, Luang Prabang ở phía bắc và Champasak ở phía nam. Sau cuộc đông chinh của vua Hsinbyushin, cả Viêng Chăn và Luang Prabang đều chịu quy phục trở thành chư hầu của Miến Điện. Tận dụng thời cơ khi chính trường Miến Điện bất ổn bởi cái chết của Hsinbyushin, người Thái quyết định giành lại bá quyền đối với vùng đất này. Năm 1778, vua Rama I - khi đó còn là Somdej Chao Phya Mahakasatsuek, đã nhận lệnh đem 2 vạn quân tấn công Viêng Chăn. Sau bốn tháng bao vây, kinh đô Viêng Chăn bị quân Xiêm công hạ và vua Ong Boun phải chấp nhận xưng thần với Xiêm quốc. Hàng trăm hộ gia đình người Lào bị bắt và đưa sang định cư ở vùng Saraburi, trong khi hai tượng Phật của Lan Xang, tên là Emerald Buddha và Phrabang, bị tịch thu đưa về thờ cúng ở Thonburi. Chiến thắng vang dội này đã thiết lập vững chắc quyền bá chủ của Xiêm đối với Champassak và Viêng Chăn cũng như ép Luang Prabang vào liên minh bất bình đẳng với nhà Thonburi. Một người con gái của vua Ong Boun là Khamwaen bị giải về Xiêm quốc và về sau trở thành Hoàng phi của vua Rama I.
Ở thời đại Rama I, khái niệm "Lào" không phải chỉ là nói nước Lào như ngày nay mà ta biết, mà xét theo quan điểm ngôn ngữ học, đất Lào là toàn bộ khu vực miền đông sông Chao Phraya trải dài đến sông Mê Kông, vùng Phayap (nay là các tỉnh Chiang Mai, Chiang Rai, Lampang, Nan, Phrae và Lamphun). Hơn nữa, cho đến thời kỳ Pháp chiếm đóng, các xứ Mười hai xứ Thái (ngày nay thuộc về Việt Nam), vẫn là "lãnh thổ Lào" trong con mắt của người Thái. Mối quan hệ giữa hoàng triều Xiêm La với các vương quốc Lào thật ra khá phức tạp và hay thay đổi. Theo Theo Klaus Wenk, độ khuất phục của Lào đối với Xiêm ở từng thời kỳ phụ thuộc và sức mạnh của triều đình Bangkok hoặc là năng lực của các vị quân vương nào. Đôi khi nó là sự phục tùng hoàn toàn như một tỉnh thần phục chính quyền trung ương, nhưng cũng đôi khi chẳng khác gì các nước độc lập.
Năm 1791, Quốc vương Viêng Chăn là Nanthasen (con của Ong Boun) mật tâu với Rama I rằng Anurutha - Quốc vương Luang Prabang đang bí mật câu kết với người Miến Điện để âm mưu nổi loạn chống lại Xiêm. Đáp lại, Rama I cho phép Nanthasen tấn công Luang Prabang và chiếm được đô thành vào năm 1792. Anurutha bị giam giữ tại Bangkok trong 4 năm trước khi được trở về do sự can thiệp ngoại giao của nhà Thanh Trung Quốc.
Triều đại Tây Sơn ở miền bắc và trung Đại Việt được thành lập năm 1788, và cũng có mưu đồ bành trướng thế lực sang phía tây. Năm 1790, hai tướng Tây Sơn là Trần Quang Diệu và Nguyễn Văn Uyên đem 5.000 tấn công Viêng Chăn, bắt được hai thủ lãnh Lào mà sử Việt gọi là Chiêu Kiểu cùng Chiêu Nan, đuổi vua Nanthasen đến tận biên giới Xiêm La. Sử Xiêm thì gọi tên hai tướng Việt là Ong Chiang Ba và Ong Chiang Wian, và cho rằng người Lào đã thắng khi đẩy lùi được lực lượng Tây Sơn về nước. Những tù binh Việt sau đó bị trói và áp giải đến Bangkok.
Vào tháng 1 năm 1795, đến lượt Nanthasen bị Anurutha cáo buộc âm mưu với Phra Borgmaratcha - lãnh chúa Nakhon Phanom, cùng nhau liên hệ với Tây Sơn để chống lại triều đình Xiêm La. Ông ta bị Rama I phế truất và đưa đến Bangkok cầm tù rồi chết trong ngục, ngôi vương được truyền cho người em trai là Inthavong. và một người em khác là Chao Anu làm Maha Uparaj (Đệ nhị vương). Inthavong được biết đến là một ông vua thân Thái, và một người con gái của ông đã được gả sang làm cung phi cho Rama I. Dưới thời trị vì của mình, Inthavong đã nhiều lần cử quân hỗ trợ người Xiêm trong các cuộc chiến với Miến Điện những năm 1798, 1799 và 1803. Tuy nhiên sau khi Inthavong qua đời năm 1805, người em là Maha Uparaj lên ngôi trở thành vua Anuvong, thì sự thần phục của Lào dành cho Xiêm La đã giảm bớt, một phần do sự nổi lên của nước Việt Nam thống nhất từ phía đông. Tuy nhiên mối quan hệ giữa hai bên trong thời Rama I và Rama II nhìn chung vẫn tốt đẹp, chỉ chính thức đổ vỡ khi Rama III lên nắm quyền và kết cục là Viêng Chăn đã bị Xiêm tiêu diệt năm 1827.
Chính phủ Rama I nhiều lần can thiệp vào công việc chính trị của miền nam Lào. Biên niên sử địa phương ghi nhận những thay đổi về ranh giới và các cuộc chiến giành quyền tối cao giữa các lãnh chúa địa phương. Triều đình Xiêm trong nỗ lực giải quyết những vấn đề này, đã nhiều lần buộc phải can thiệp bằng các biện pháp hòa bình hoặc quân sự để duy trì trạng thái cân bằng trong khu vực, tránh việc bất kỳ một thế lực nào trở nên quá hùng mạnh, hoặc ngăn chặn các lãnh chúa ngă sang phía Việt Nam - một thế lực mới nổi ở phía đông.
Năm 1791 tại Vương quốc Champasak, có một người đàn ông tên là Chiengkaeo, tự nhận mình sở hữu năng lực siêu nhiên, đã dựng cờ khởi nghĩa và tấn công vào kinh đô Champasak. Khi nhận được tin về cuộc vây hãm thành phố, Quốc vương Sayakumane âu buồn mà chết ở tuổi 82. Con trai của nhà vua là Nomuong lên nắm quyền nhưng không thể chống lại quân nổi loạn và cuối cùng đã chạy trốn, khiến Chiengkaeo tiến quân vào làm chủ kinh thành. Tại Bangkok, Rama I ra lệnh cho Thứ sử Nakhon Ratchasima dẫn quân dẹp loạn Chiengkaeo và khôi phục lại trật tự. Tuy nhiên, giữa lúc đó, những người cai trị của các công quốc khác nằm gần đó, là Bá tước (Phra) Prathumsunarat và Thau Fayna , đã tập hợp quân đội tấn công và bắt giết Chiengkaeo. Để tưởng thưởng, Rama I tấn phong Thau Fayna làm vua mới của Champasak với vương hiệu Phra Wisaiyarat Khattiyawongsa. Vị tân vương này hay tìm cách bày tỏ lòng kính trọng đối với Bangkok bằng cách thường xuyên cống nạp cho triều đình Rama I.
Có thể nói rằng vào thời Rama I, chỉ có mối quan hệ giữa Xiêm và các xứ Lào (đại diện là hai vương quốc Viêng Chăn cùng Luang Prabang luôn nằm trong tình trạng bất ổn. Triều đình Xiêm có thể áp đặt bá quyền của mình lên vùng đất này; tuy nhiên, trong một số giới hạn nhất định, những người cai trị Viêng Chăn và Luang Prabang có thể quyền tự quyết hạn chế trong công việc đối nội và đối ngoại.

#### Với phương tây
Nhìn chung vua Rama I cũng như các triều vua sau đó không quá gay gắt với việc truyền đạo Thiên Chúa, ông còn mời các giáo sĩ người Pháp đến để bày tỏ mong muốn phát triển việc buôn bán với các nước châu Âu. Việc định đô ở Bangkok cũng phần nào cho thấy ý định xây dựng một vương quốc đối mặt ra biển cả của Rama I.
Triều đại Rama I được đặc trưng bởi sự bế tắc gần như hoàn toàn trong mối quan hệ giữa Xiêm La với các cường quốc châu Âu. Theo Klaus Wenk, điều này là do đương thời cả châu Âu đang đắm chìm trong các cuộc chinh phạt của Napoleon. Mặt khác, người Xiêm cũng phải dành nhiều sự chú ý cho chiến tranh với người Miến và các cuộc chinh phạt các tiểu quốc xung quanh. Do đó suốt bốn mươi năm, các mối quan hệ đối ngoại bên ngoài Đông Nam Á của Thái Lan, gần như hoàn toàn chỉ giới hạn trong các giao dịch thông thương và triều cống với triều đình Trung Quốc. Những điều này phần lớn mang tính chất kinh tế hơn là ngoại giao.
Tình hình sẽ chuyển biến ở những thập kỷ sau đó, khi Xiêm, trong quá trình bành trướng của mình, đã va chạm với thế lực Anh ở bán đảo Mã Lai, và nhất là cuộc chiến tranh giữa người Anh với nhà Konbaung Miến Điện năm 1824.
Theo các nguồn tin từ người Bồ Đào Nha, cố đạo Francisco das Chargas từng đến Bangkok vào năm 1782 và đệ trình lên cho Rama I một lá thư đến từ Thống đốc thành Goa. Tháng 11 năm 1786, một người Bồ Đào Nha xuất hiện ở Bangkok mang theo một thông điệp có lẽ là từ thống đốc Macao nhưng cũng có thể đến từ Goa hoặc Lisboa. Biên niên sử Thái Lan không cung cấp thông tin về nội dung của thông điệp này, tuy nhiên có dẫn thư hồi đáp của Rama I gửi cho Nữ hoàng Bồ Đào Nha vào ngày 28 tháng 12 năm 1786.

### Đối nội

#### Lập pháp

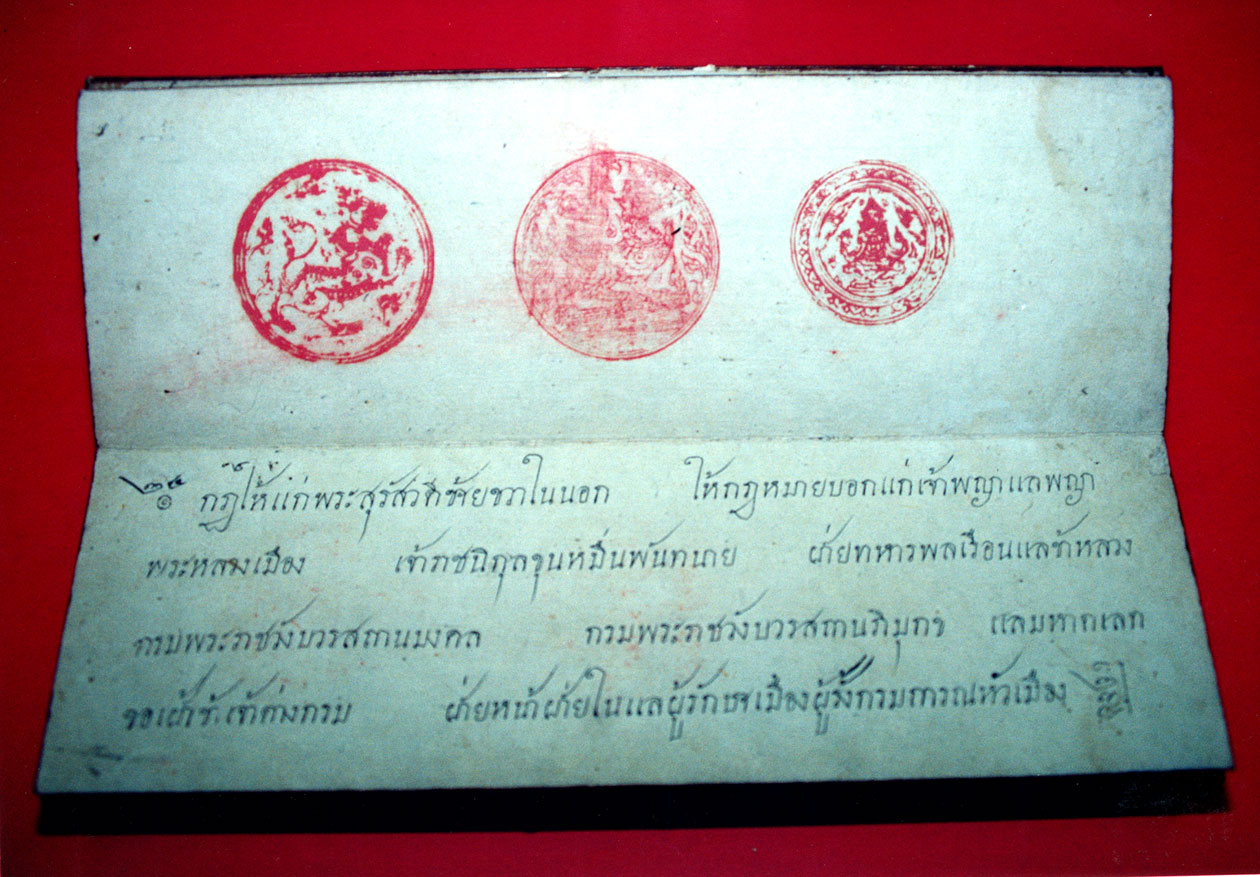
Con dấu của ba vị Thượng thư đầu triều, được in trên Luật Ba con dấu, do Vua Rama I ban hành năm 1805..
Bên trái: Con dấu Rajasiha của Samuhanayok (Tổng trấn Bắc thành)
Giữa: Con dấu Gajasiha của Samuhakalahom (Tổng trấn Nam thành)
Right: Con dấu Hoa sen của Bộ trưởng Thương mại - Phraklang.

Sau khi kinh thành Ayutthaya bị thiêu rụi bởi quân Miến Điện năm 1767, rất nhiều ghi chép về triều đại cũ đã bị mất tích dưới đống tro tàn. Sau khi lên ngôi Hoàng đế, một trong những việc làm đầu tiên của Rama I là xây dựng lại hệ thống hành chính, luật pháp và đẳng cấp xã hội mới. Ngay năm 1782, nhà vua đã hạ lệnh đập bỏ những tượng Linga bằng đá tượng trưng cho sự thần thánh của dòng dõi hoàng tộc trước đây, và từ năm 1785, ông phong tục tuyên thệ lòng trung thành của các quan lại, thay vì thề trước tượng Linga và đức vua thì nay sẽ tuyên thệ trước tượng Phật. Trong hầu hết các sắc lệnh của mình, Rama I đều nhấn mạnh đến sự bảo hộ Phật giáo - tôn giáo bị Taksin tấn công và bài trừ trước đó. Song song với việc ấy, nhà vua cũng yêu cầu các sư tăng phải tuân thủ tinh thần kỷ luật và giữ gìn đạo đức để làm gương cho dân chúng. Các đoàn thanh tra được lập ra để kiểm soát hành vi của các sư tăng. Trong năm 1801, đã có 128 sư tăng bị án phạt lao động khổ sai vì các tội say rượu, tà dâm hay trộm cướp. Rõ ràng, những xử phạt trên không đơn thuần chỉ là xử phạt những kẻ có tội, mà còn qua đó thể hiện sự kiên quyết trong pháp trị của nhà vua đối với dân chúng.
Năm 1805, một bộ luật mới được ban hành trong toàn quốc, gọi là Kotmai Tra Sam Duang (กฎหมายตราสามดวง / Luật Ba con dấu), gồm 41 luật nhỏ, như Luật thụ án, Luật tín dụng và nợ, Luật từ chối nhân chứng, Luật kháng cáo, Luật vợ chồng... Điểm đặc biệt là bộ luật này chỉ giữ lại 1/10 những điều khoản của luật cũ. Trên tinh thần của bộ luật, ngôi vua không phải là thụ mệnh từ một thế lực tối cao nào đó, mà là dựa trên cơ sở của một khế ước xã hội. Một số phần của Luật Tam Ấn vẫn còn hiệu lực, theo phán quyết của Tòa án Công lý Tối cao Thái Lan năm 1978.
Sau khi biết tin tòa án ra phán quyết ly hôn cho một người phụ nữ mặc dù bà ta đã ngoại tình, người chồng đã gửi đơn kiện, tuyên bố rằng viên thẩm phán đã thiên vị. Khi xem xét án lệ này, vua Rama I nhận thấy tất cả các bản sao của luật hôn nhân đều cho thấy người phụ nữ này có quyền hợp pháp đối với vụ ly hôn này. Nghi ngờ rằng luật này và các luật khác đã bị "sửa đổi", Vua Rama I bèn ra lệnh rà soát tất cả các văn bản luật hiện hành. Lời tựa của bộ luạt Ba con dấu cũng cho biết rằng
| “ | ... Hoàng thượng đã ân cần kêu gọi các thần dân thông thạo chữ nghĩa, hãy cùng nhau nhận trách nhiệm chỉnh sửa (chamra) các sắc lệnh và luật lệ hoàng gia cổ xưa được lưu giữ trong các thư viện của triều đình, bắt đầu từ Thammasat trở đi; đảm bảo rằng chúng được đúng từng chi tiết mà không có bất kỳ mâu thuẫn nào trong nội dung; sắp xếp chúng thành các chương và nhóm; đồng thời chỉnh lý và sửa đổi các sai lệch để phù hợp với công lý, phù hợp với lòng nhân từ của nhà vua, nhằm mang lại lợi ích cho các vị vua tương lai cai trị vương quốc | ” |

Nhà vua cũng quan tâm đến việc tập quyền hóa bộ máy nhà nước. Hệ thống quan hệ họ hàng được củng cố, hình thành một hệ thống các bộ (Krom) do các Hoàng thân, Công chúa nắm giữ. Dưới thời Rama I, một số lượng nhất định gồm 11 hoàng thân - công chúa đã hoàn toàn lãnh đạo các bộ tương ứng do họ đứng đầu. Chính hệ thống tập quyền này đã góp phần không nhỏ vào sự trung hưng của chế độ quân chủ phong kiến Xiêm La khi đó.
Có những quy định đặc biệt dành cho các công chức. Đến năm 1782, năm Rama I lên ngôi, một sắc lệnh được ban hành cấm tất cả công chức tham gia đánh bạc. Bất cứ ai vi phạm điều cấm này đều có thể bị đánh đòn 30 roi và bị tước bỏ mọi chức vụ. Các chủ sòng bạc, dù là người Thái hay người Hoa, nếu có hành vi lôi kéo các quan chức vào sòng bài cũng có thể bị phạt tới 30 roi. Trong một đạo luật khác năm 1794, những quy định này đã được quy định chi tiết hơn và tất cả các trò chơi bị cấm đều được nêu ra một cách chính xác. Trong tư tưởng của nhà lập pháp, việc kiếm tiền bằng cờ bạc là vô đạo đức; vì thực tế trong xã hội đã có nhiều kẻ vì thỏa mãn đam mê của bản thân mà phải bán vợ, đợ con để có tiền đánh bài. Trong luật số 19 năm 1795 có một báo cáo về một trường hợp kiểu này ở Canthaburi.

#### Phát triển kinh tế
Cùng với việc củng cố chính quyền trung ương, triều đình Rama I cũng thi hành nhiều chính sách giải phóng nhân dân. Sắc lệnh năm 1784 cho phép tầng lớp thường dân (phrai) có thể trở thành quan lại. Năm 1785, lại có lệnh giảm thời hạn lao dịch cho nhà nước từ 6 tháng xuống còn 4 tháng, sau lại giảm tiếp còn 3 tháng.  Ngoài ra nhà vua cũng hạ lệnh rằng các nông nô (Phrai Som, những người làm thuê cho quý tộc quan lại) nếu không hài lòng với chủ của mình thì được quyền chuyển sang công việc làm thuê cho nhà nước (Phrai Luang). Một sắc lệnh năm 1788 chống nô dịch hóa nông dân cũng đã được ban hành.
Những biện pháp kể trên đã có tác dụng nhất định cho việc khôi phục sản xuất nói riêng và phát triển kinh tế nói chung. Kết quả là dân số Xiêm đã tăng đáng kể, đạt đến con số 5 triệu người trong 25 năm đầu thế kỷ XX, so với chỉ 2 triệu dưới thời mạt Ayutthaya và Thonburi.
Triều đình Rama I cũng khuyến khích người Hoa di cư đến Xiêm để lợi dụng cộng đồng này mà củng cố nền móng cho triều đại (Rama I cũng có dòng máu Hoa), qua nhiều chính sách ưu đãi nhưng giảm thuế lao dịch so với người bản xứ. Theo nhiều tài liệu ghi nhận, số người Hoa đã có lúc chiếm tới 50% dân số Bangkok.
Về nguyên tắc, hệ thống thuế những năm đầu triều Charki tuơng tự hệ thống thuế của thời đại Ayuthaya và Thonburi. Thuế bắt buộc, thuế hải quan và lợi nhuận thương mại là nguồn thu chính của nhà nước. Có các loại thuế bắt buộc sau: thuế rượu, thuế đánh bạc, thuế đánh vào hàng hóa mang ra chợ, "thuế nước" (các khoản thu đối với những người ngư dân được tính trên cơ sở dụng cụ đánh cá), thuế cây trồng, thuế vườn tược (đánh trên đất và trả bằng lúa). Tuy nhiên, tổng số thuế này gộp lại không lớn lắm. Nguồn doanh thu quan trọng nhất là lợi nhuận đến từ buôn bán với Trung Quốc.

## Cuộc sống cá nhân

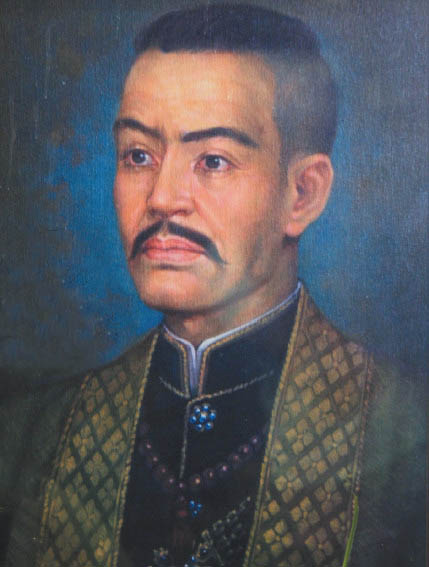
Maha Sura Singhanat (Bunma), Đệ nhị vương (Maha Uparat) của Xiêm quốc giai đoạn 1782 - 1803. Ông là em trai cùng cha cùng mẹ với Rama I.

Khi còn giữ chức Quận thủ Ratchaburi, chàng thanh niên Thongduang đã kết hôn với Tiểu thư Nak (1737 - 1826), con gái của một gia đình quý tộc nổi tiếng ở xứ Bang Chang. Hai người con trai của dòng họ này đã chạy trốn khỏi cuộc tranh chấp ngai vàng Ayutthaya và định cư tại vùng Bang Chang, tỉnh Ratchaburi. Tuy nhiên Phu nhân Nak đã thất sủng sau đó và không hề được lập làm Hoàng hậu trong suốt thời kỳ trị vì của Rama I. Dù vậy, người đời vẫn ngầm hiểu bà là chính thất và gọi bà là "Somdet Phra Phanwasa" hoặc "Somdet Phra Phansa," theo cách gọi Hoàng hậu trong triều đại Ayutthaya. Mãi đến triều đại vua Vajiravudh  (Rama VI), bà mới được phong danh hiệu chính thức là Somdet Phra Amarindra Boromma Rajini, người đời sau gọi tắt là Hoàng hậu Amarindra.
Vua Rama I có tổng cộng 42 người con, trong đó 10 người là con của Hoàng hậu Amarindra, bao gồm vua Rama II (Hoàng tử Chim), Công chúa Chimyai (gả làm Hoàng phi của vua Taksin), Thân vương Senanurak (sau là Đệ nhị vương dưới thời Rama II).
Trong số các phi tần, người được nhà vua tín nhiệm nhất có lẽ là Hoàng phi Khamwaen (1769 - 1809). Bà là con gái của Vua Ong Boun xứ Viêng Chăn với một công nữ đến từ Nong Bua Lamphu. Sau cuộc chinh phạt Viêng Chăn năm 1779, tướng Somdet Chao Praya Maha Kasatsuek đã bắt được cô công chúa nhỏ đem về Xiêm và cưới làm vợ lẽ. Khi được tin quân Xiêm sắp tàn phá quê mẹ là Nong Bua Lamphu, Khamwaen đã van xin chồng thay đổi ý định. Vì lẽ đó, bà được người dân Nong Bua Lamphu tôn kính với tên gọi Thau Khieu Khom.
Sau khi Somdet Chao Praya Maha Kasatsuek lên ngôi vua vào năm 1782 và trở thành Rama I, nàng Khamwaen được tấn phong tước vị Hoàng phi (Chao Chom). Chao Chom Waen thường được nhìn nhận là vị nữ quan quyền lực (เจ้าคุณข้างใน) nhất thời kỳ Ratanakosin. Bà được giao nhiệm vụ giám hộ các cung tần cùng các hoàng tử hoàng nữ. Bà được biết đến với sự nghiêm khắc đến nỗi có biệt danh là Khun Sua, tức Quý bà Hổ (เจ้าคุณเสือ ). Quý bà Hổ không sinh được cho nhà vua bất kỳ đứa con nào, bèn nhận công chúa Kunthon (1798 - 1838) – con gái của Rama I với người thê thiếp người Lào khác là Chao Chom Manda Thongsuk, làm dưỡng nữ. Kunthon sau này đã kết hôn với người anh trai là Rama II và trở thành Hoàng hậu cánh tả của ông.
Sau khi Đệ nhị vương Maha Sura Singhanat qua đời (1803), triều đình chưa lập ai lên thay thế vị trí của ông ta. Ít lâu sau xảy ra việc hai công tử Lamduan và Inthapat, con trai của Đệ nhị vương quá cố, âm mưu với quan Tổng trấn Nam thành là Thong In và Hoàng phi Wontha cùng nhau nổi dậy chống lại Rama I nhưng bị phát giác, cả 4 người đều bị xử tử sau đó.
Ở Việt Nam, vua Gia Long nhiều lần bày tỏ sự lo ngại nếu ngôi thái tử Xiêm bị bỏ trống quá lâu, và đã viết thư khuyên vua Rama I hãy nhanh chóng cất nhắc Hoàng trưởng tử Isarasundhorn (một người có thiện cảm với triều đình Gia Long) vào vị trí thái tử. Cuối cùng Rama I cũng đã làm như vậy vào năm 1806 khi lập Isarasundhorn làm Đệ nhị vương - Maha Uparaja. Isarasundhorn về sau chính là vua  Buddha Loetla Nabhalai - Rama II.
Vua Phra Phutthayotfa Chulalok - Rama I qua đời tại điện Phaisanthaksin, Bangkok vào ngày 7 tháng 9 năm 1809 sau một thời gian nhuốm bệnh nặng. Ông tại vị 28 năm, hưởng thọ được 73 tuổi.
Nước Xiêm La dưới thời trị vì của Rama I đã đạt đến một đỉnh cao quyền lực mới chưa từng thấy kể từ thế kỷ XVI. Về mặt quân sự, Xiêm đã có thể đẩy lùi thành công các cuộc xâm lược của Miến Điện và thiết lập ảnh hưởng đối với Lào, Cao Miên và cả Việt Nam. Về mặt văn hóa, Rama I cũng khuyến khích các hoạt động văn hóa để khôi phục đất nước sau hàng loạt cuộc chiến tranh liên miên, đồng thời xây dựng nhiều đền thờ và tượng đài trong thời gian trị vì của mình. Các chính sách của ông đã đặt nền tảng cho sự thịnh vượng của Xiêm quốc trong những thập kỷ tiếp theo.

## Nhận định
Theo Klaus Wenk, 27 năm trị vì của Rama I là thời kỳ đánh dấu sự phục hồi của Vương quốc Thái Lan sau thảm họa của Ayutthaya năm 1767. Rama I đã có thể dẫn dắt người Thái phục hồi nhanh chóng sức mạnh của mình và một lần nữa đưa Xiêm quốc vươn lên ngang hàng với các nước láng giềng hùng mạnh như Miến Điện và Việt Nam. Điều này khiến ông "phải được xếp vào hàng những nhà cai trị xuất sắc nhất của Thái Lan."
Dưới triều vua Rama I, vai trò của nhà vua trong đời sống chính trị Thái Lan hoàn toàn chiếm ưu thế, nhưng những thông tin liên quan đến đời sống xã hội lại rất hiếm hoi trong các nguồn sử liệu. Nguyên do có lẽ là bởi các sử gia thời kỳ này coi nhà vua là hiện thân của nhà nước, nên chỉ tập trung vào nhà vua, triều đình và Phật giáo, mà không hề quan tâm đến việc ghi chép về sự phát triển kinh tế, pháp luật hay đời sống. Thay vào đó, họ tập trung miêu tả chi tiết các nghi lễ hoàng gia và Phật giáo.
Sau khi cuộc chiến lần thứ 6 với Miến Điện kết thúc (1802), Xiêm La chiếm thêm được nhiều đất đai ở phía biên giới phía Tây, và giữ được những nơi này đến năm 1889 mới bị đẩy lùi do sức ép của người Anh. Mặt khác, việc bình định Campuchia và Lào ban đầu đạt được kết quả khả quan, nhưng không duy trì được lâu dài. Vùng Lào - Cao Miên sẽ tiếp tục là nguồn gốc thường xuyên của bất ổn cho đến khi người Xiêm bị người Pháp hất cẳng khỏi đây dưới thời Rama V.
Về nội trị, vua Rama I giữ nguyên mô hình cai trị từ thời Ayuthaya mà ít có thay đổi, nhưng về pháp luật thì hành động đáng chú ý nhất của nhà vua chắc chắn là ban hành một bộ luật mới. Điều này chứng tỏ ông là một chính khách xuất sắc và để lại di sản quý báu cho hậu thế.

## Tước vị và tôn hiệu
- 1737–1758: Nai Thongduang (นายทองด้วง)
- 1758–1768: Luang Yokkrabat Mueang Ratchaburi (หลวงยกกระบัตรเมืองราชบุรี)
- 1768: Phra Ratcharin (พระราชริน)[9]
- 1768–1769: Phraya Aphairanarit (พระยาอไภยรณฤทธิ์)[9]
- 1769–1770: Phraya Yommarat (พระยายมราช)[112]
- 1770–1778: Chao Phraya Chakri (เจ้าพระยาจักรี)[112]
- 1778–1782: Somdet Chao Praya Maha Kasatsuek v.v... (สมเด็จเจ้าพระยามหากษัตริย์ศึก พิฤกมหิมา ทุกนัครระอาเดช นเรศรราชสุริยวงษ์ องค์อรรคบาทมุลิกากร บวรรัตนบรินายก)[113]
- 1782: Somdet Phra Buddha Chao Yu Hua Maha Kasatsuek (สมเด็จพระพุทธเจ้าอยู่หัว มหากษัตริย์ศึก)
- 1782–1809: Phra Bat Somdet Phra Borommarachathirat Ramathibodi Sisin Borommaha Chakkraphat Rachathibodin v. v... (พระบาทสมเด็จพระบรมราชาธิราชรามาธิบดี ศรีสินทรบรมมหาจักรพรรดิราชาธิบดินทร์ ธรณินทราธิราช รัตนากาศภาษกรวงษ์ องค์บรมาธิเบศ ตรีภูวเนตรวรนายก ดิลกรัตนราชชาติอาชาวไศรย สมุทัยดโรมนต์ สกลจักรวาฬาธิเบนทร์ สุริเยนทราธิบดินทร์ หริหรินทราธาดาธิบดี ศรีวิบูลยคุณอักนิษฐ ฤทธิราเมศวรมหันต์ บรมธรรมิกราชาธิราชเดโชไชยพรหมเทพาดิเทพนฤบดินทร ภูมินทรบรมาธิเบศโลกเชฐวิสุทธิ รัตนมกุฏประเทศคตา มหาพุทธางกูรบรมบพิตร)
- thụy hiệu (Rama III): Phra Bat Somdet Phra Phutthayotfa Chulalok (พระบาทสมเด็จพระพุทธยอดฟ้าจุฬาโลก)
- thụy hiệu (Rama IV): Phra Bat Somdet Phra Paramoruracha Mahachakkriborommanat Phra Phutthayotfa Chulalok (พระบาทสมเด็จพระปรโมรุราชามหาจักรีบรมนารถ พระพุทธยอดฟ้าจุฬาโลก)
- thụy hiệu (Rama VI): Phra Bat Somdet Phra Ramadhibodi Si Sindra Maha Chakri Borommanath Phra Phutthayotfa Chulalok (พระบาทสมเด็จพระรามาธิบดีศรีสินทรมหาจักรีบรมนารถ พระพุทธยอดฟ้าจุฬาโลก)
- thụy hiệu (1982): Phra Bat Somdet Phra Phutthayotfa Chulalok Maharat (พระบาทสมเด็จพระพุทธยอดฟ้าจุฬาโลกมหาราช, "Phra Phutthayotfa Chulalok Đại đế")